# Kabinet-Obama

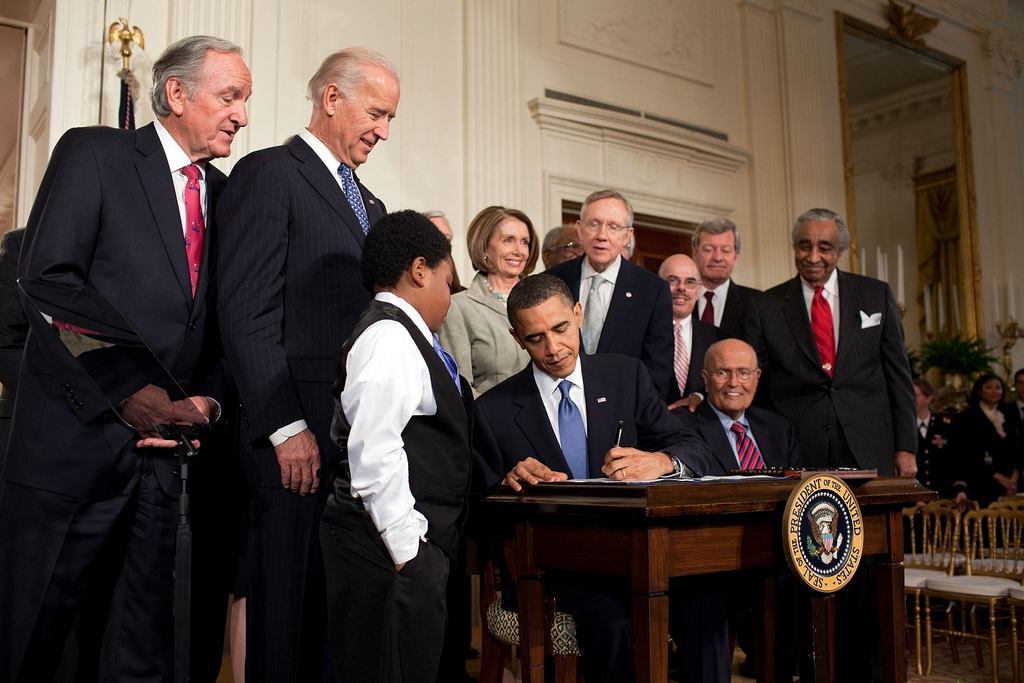
Vicepresident Joe Biden, voorzitter van het Huis van Afgevaardigden Nancy Pelosi en president Barack Obama tijdens het tekenen van de gezondheidswet in het Witte Huis op 23 maart 2010

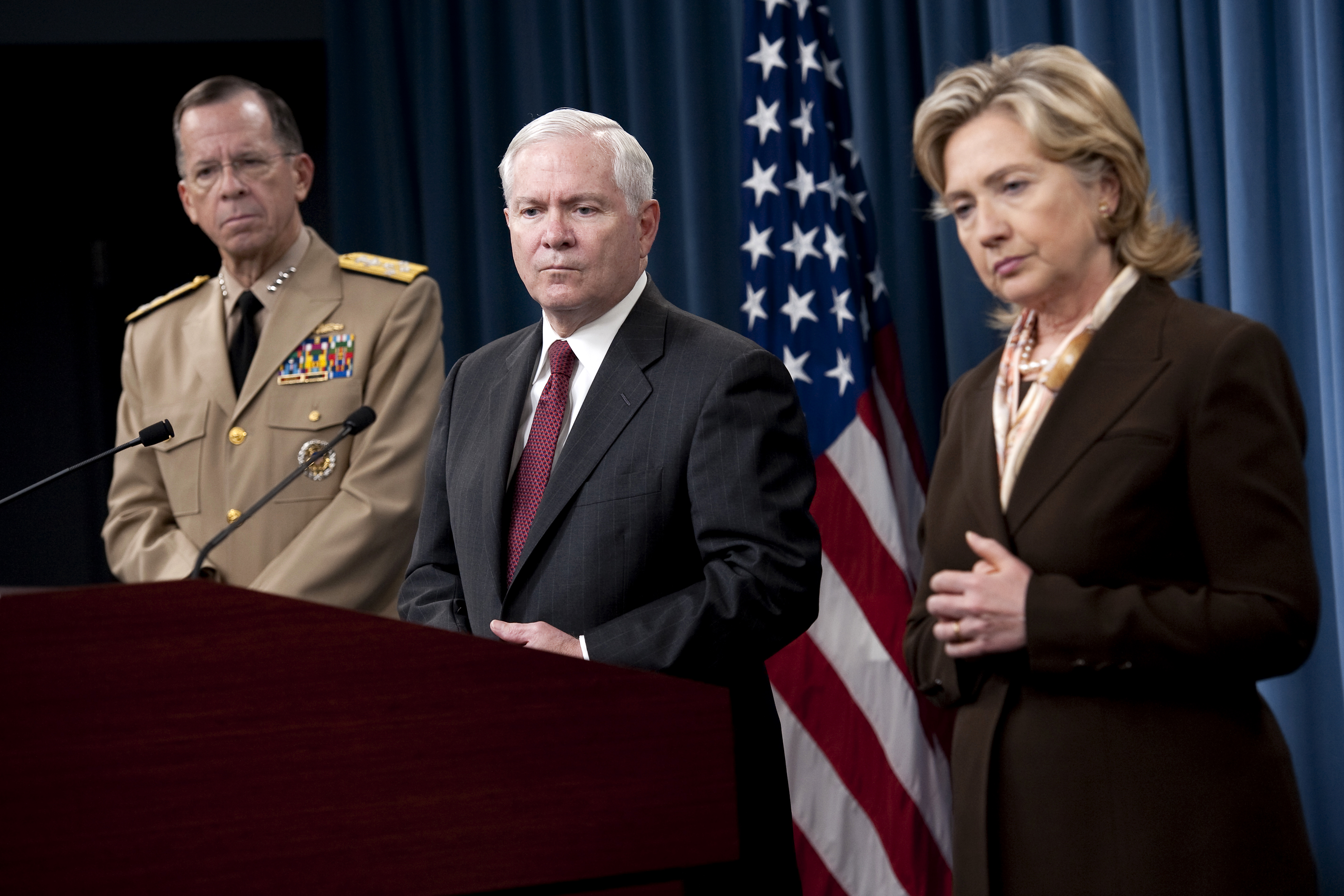
Chairman of the Joint Chiefs of Staff Mike Mullen, minister van Defensie Robert Gates en minister van Buitenlandse Zaken Hillary Clinton tijdens een persconferentie op het Pentagon op 6 april 2010

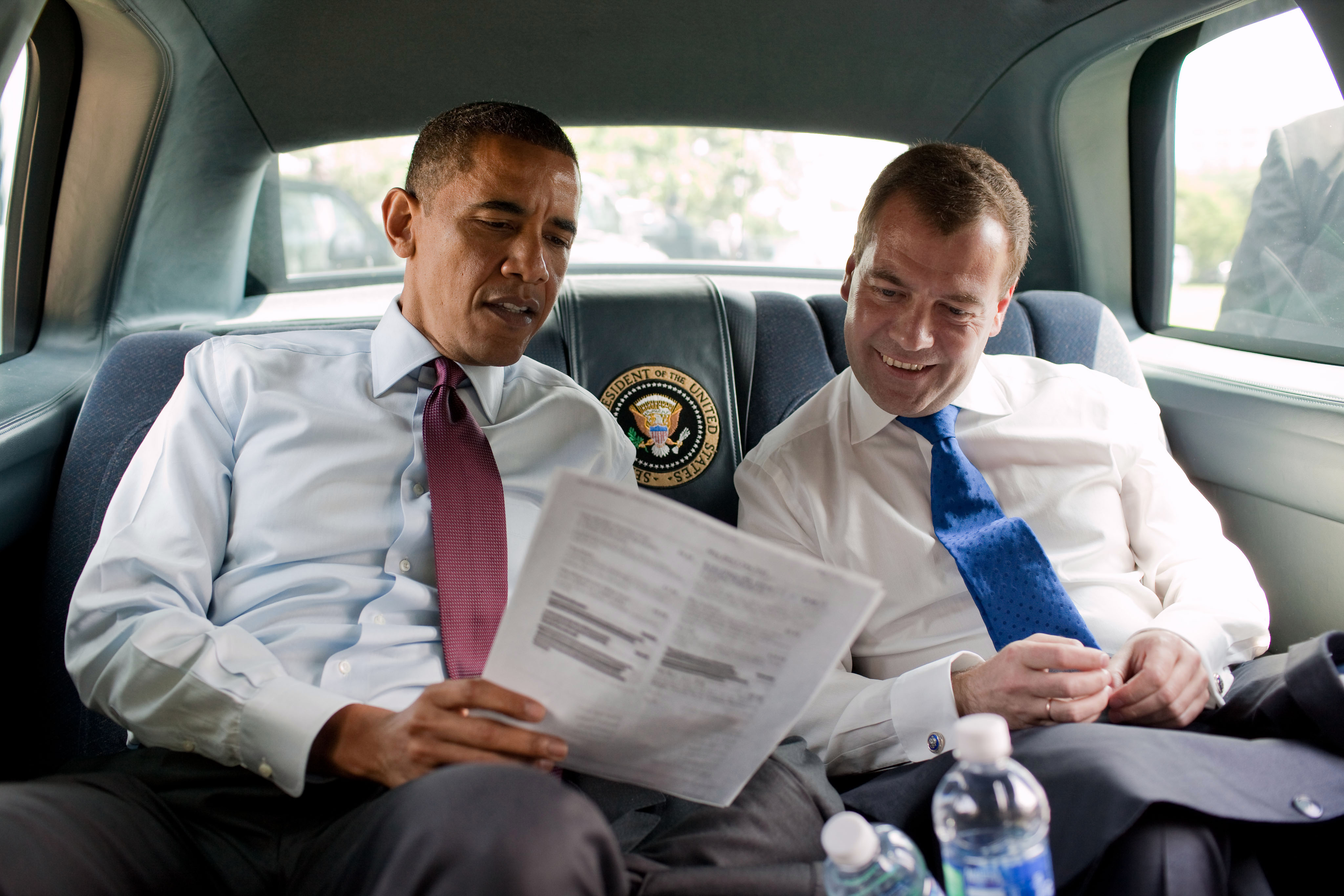
President Barack Obama en president van Rusland Dmitri Medvedev in de presidentiële limousine op 24 juni 2010

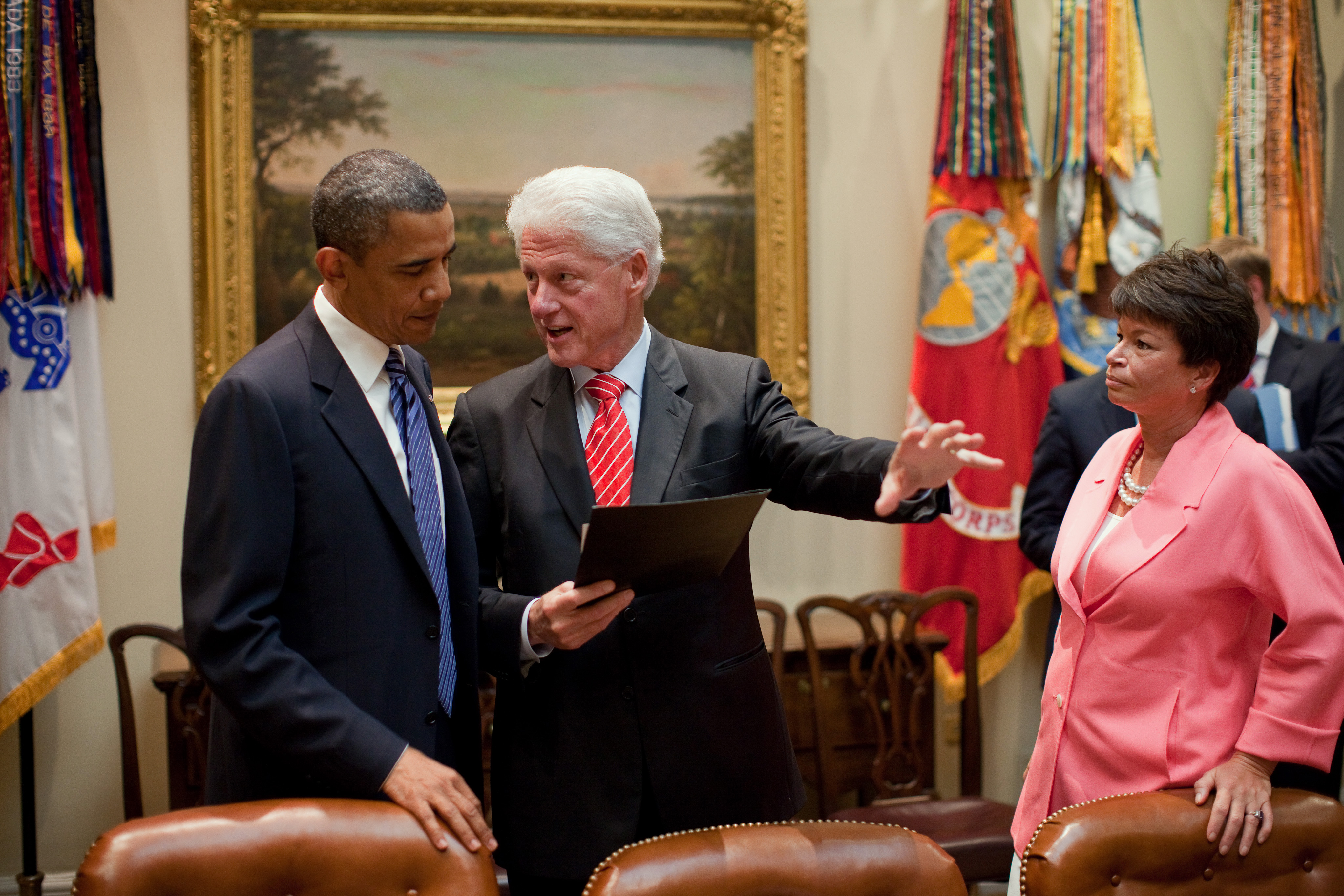
President Barack Obama en voormalig president Bill Clinton tijdens een vergadering in het Witte Huis op 14 juli 2010

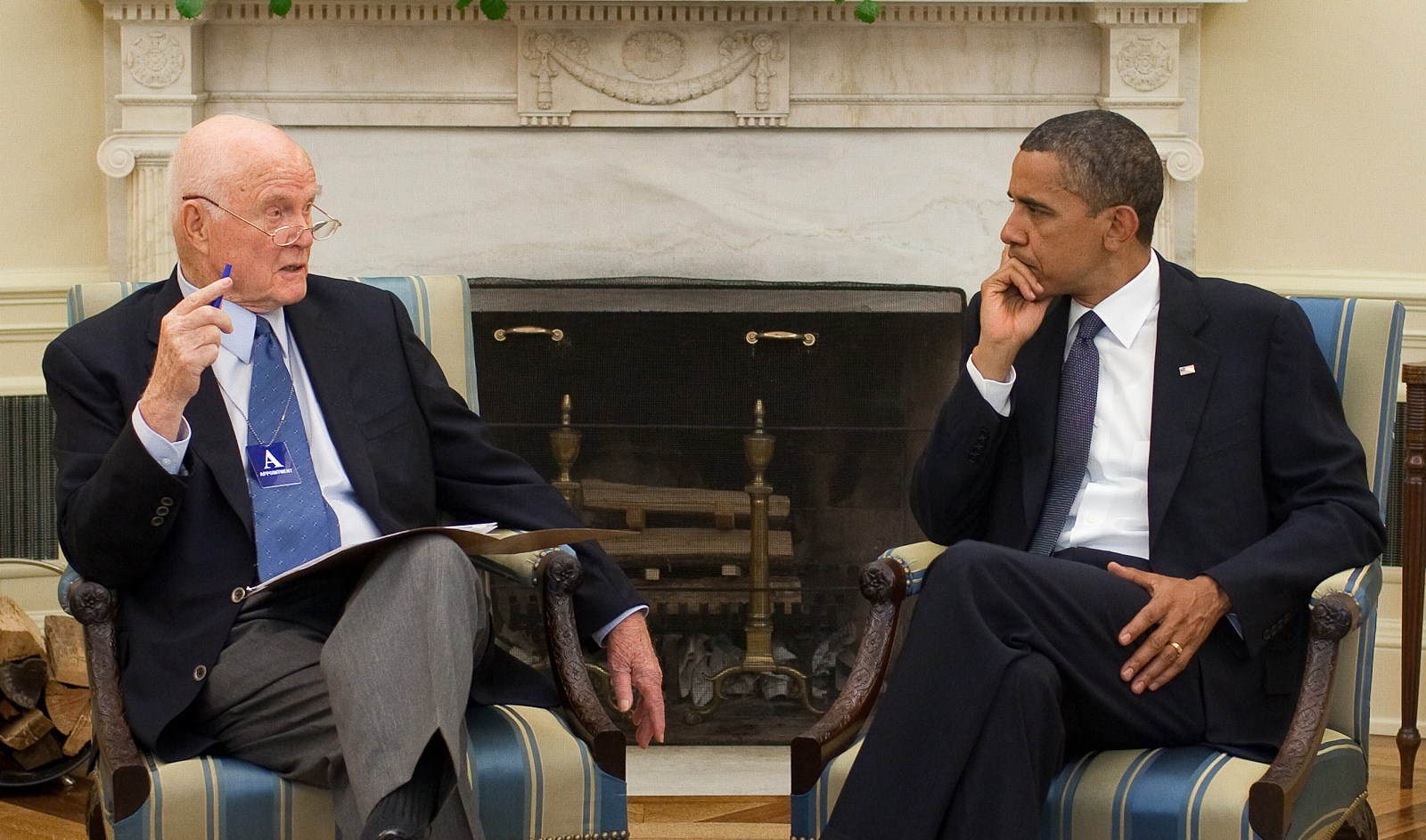
Voormalig senator en astronaut John Glenn en president Barack Obama in de Oval Office op 19 juli 2010

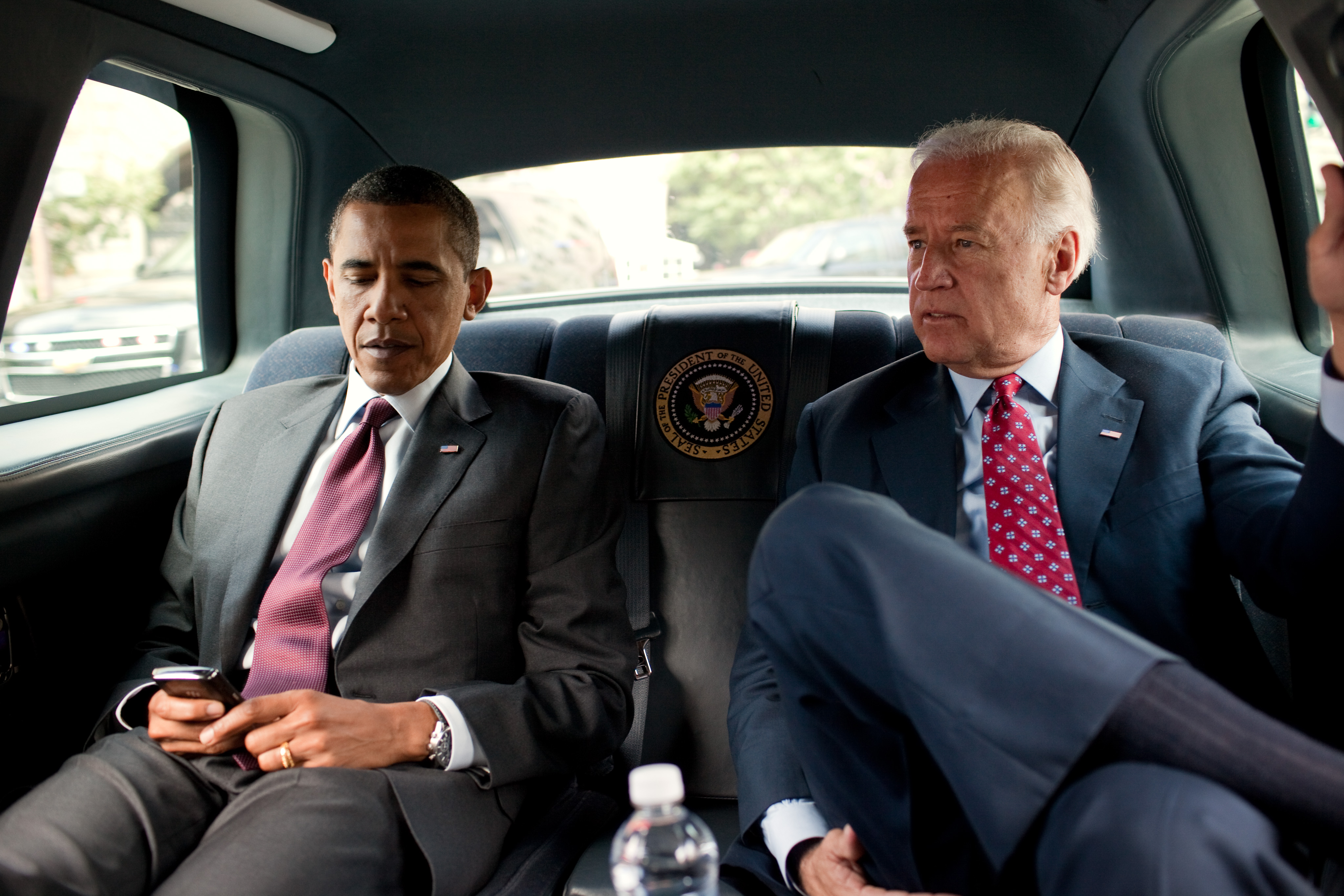
President Barack Obama en vicepresident Joe Biden in de presidentiële limousine op 21 juli 2010

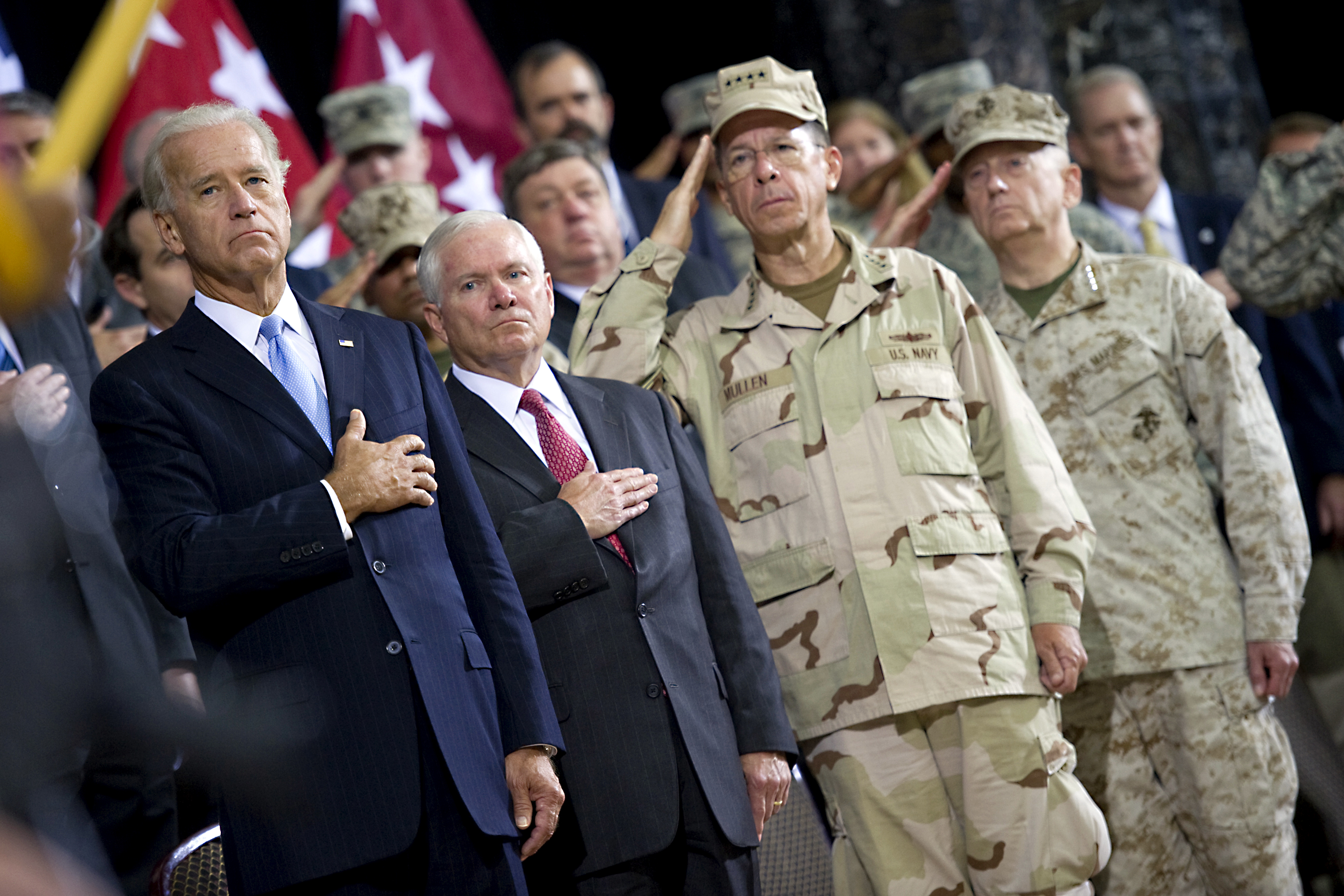
Vicepresident Joe Biden, minister van Defensie Robert Gates, chairman of the Joint Chiefs of Staff Mike Mullen en commander of the United States Joint Forces Command James Mattis tijdens een militaire ceremonie op 1 september 2010

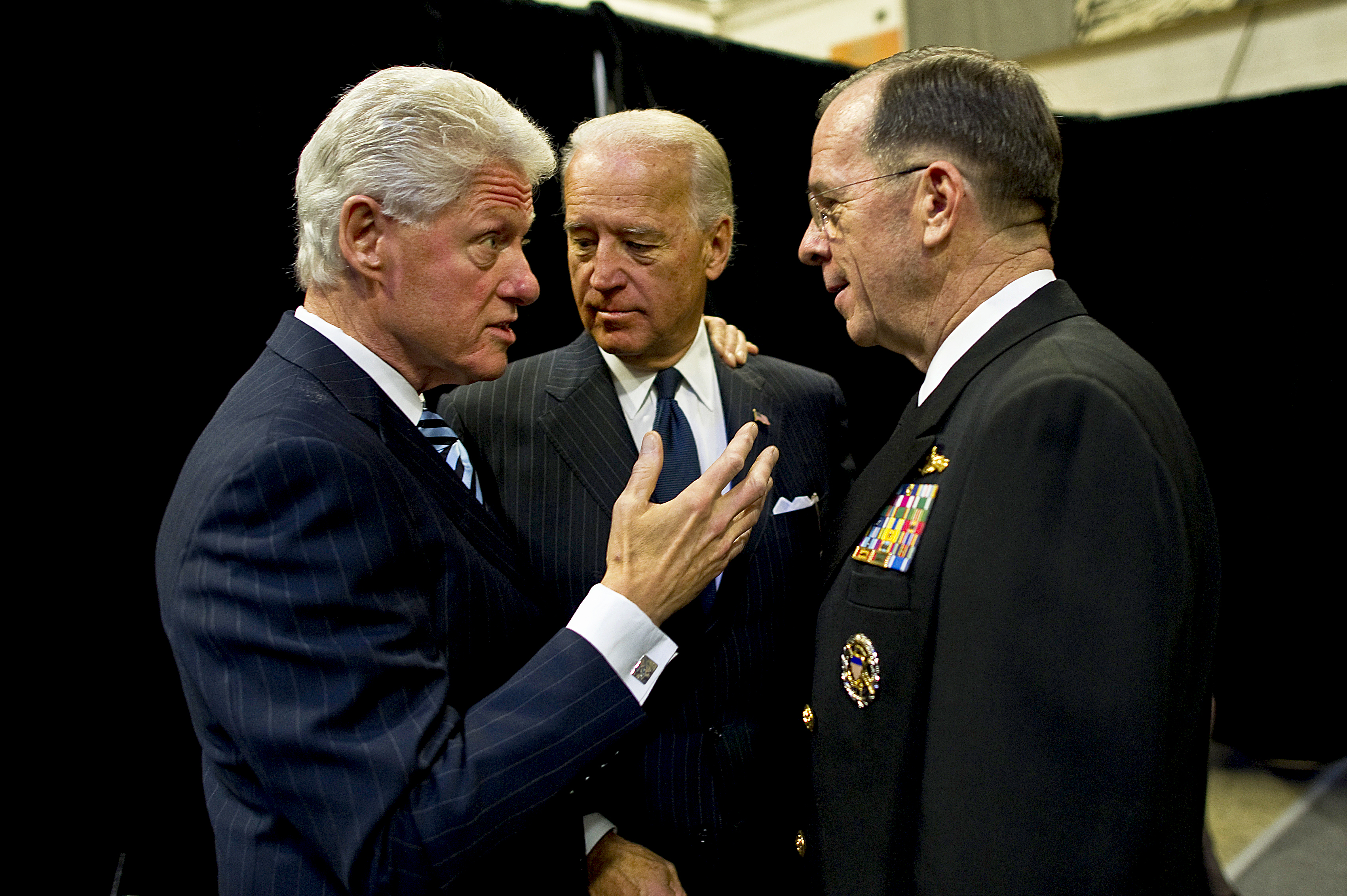
Voormalig president Bill Clinton, vicepresident Joe Biden en chairman of the Joint Chiefs of Staff Mike Mullen op 14 januari 2011

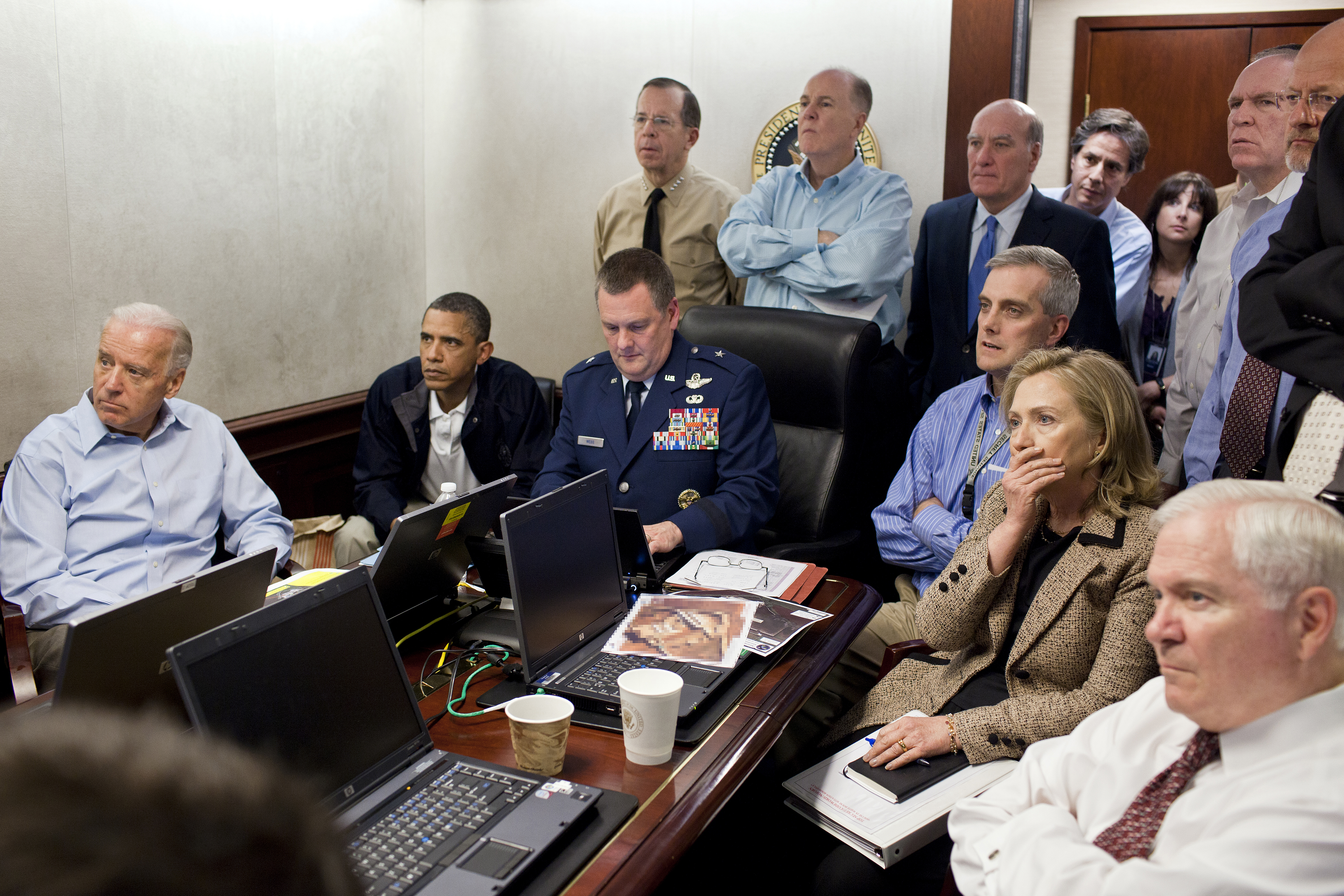
De bewindslieden van het kabinet-Obama tijdens de militaire operatie waar Osama bin Laden omkwam op 2 mei 2011

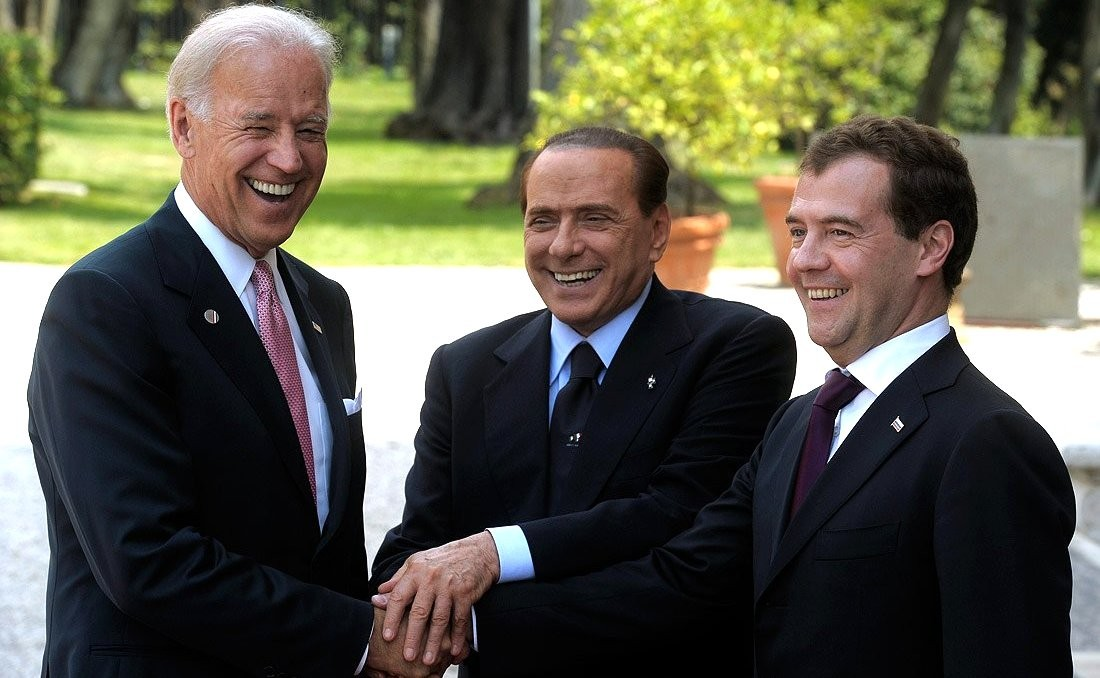
Vicepresident Joe Biden, premier van Italië Silvio Berlusconi en president van Rusland Dmitri Medvedev op 2 juni 2011

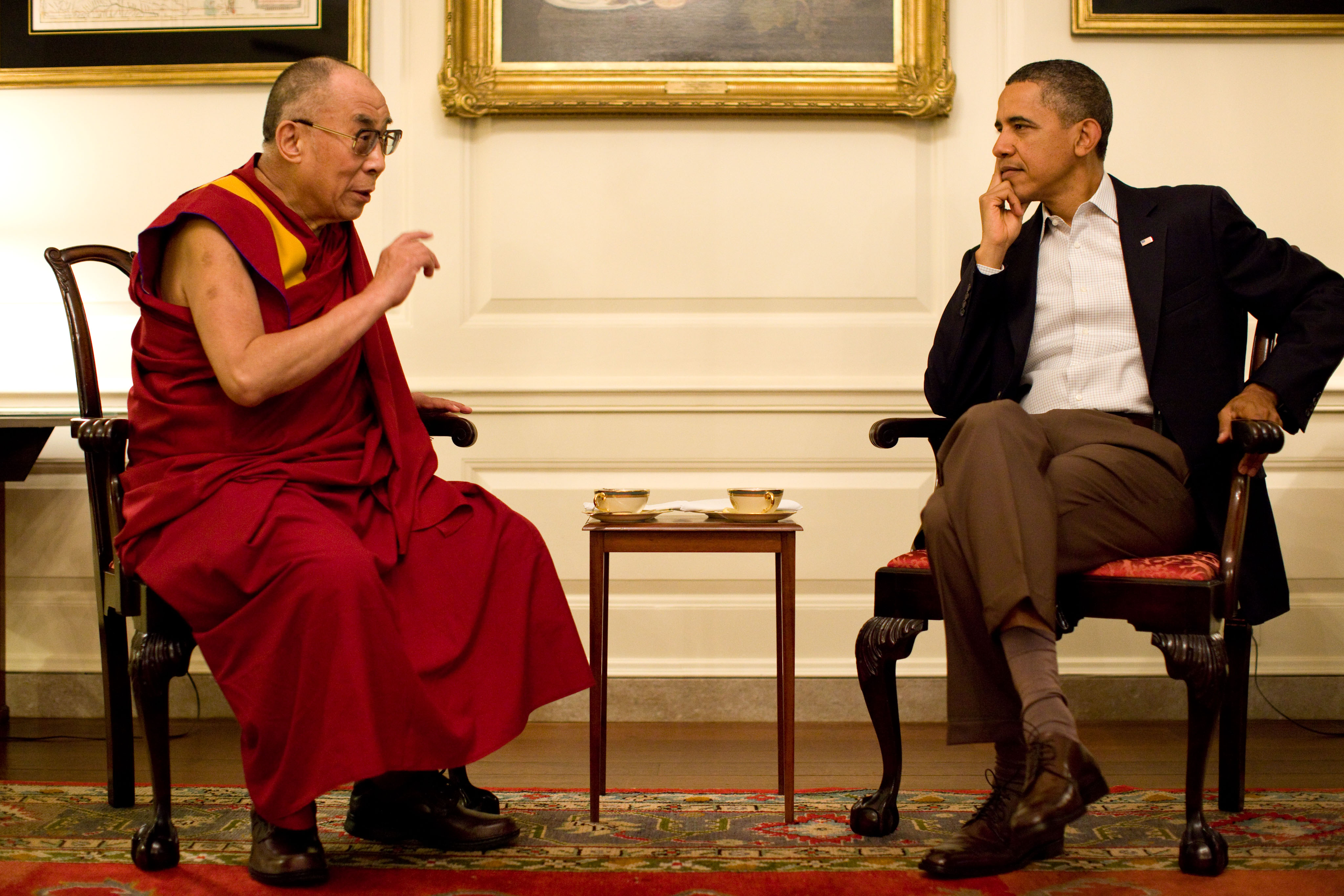
Dalai lama Tenzin Gyatso en president Barack Obama in het Witte Huis op 16 juli 2011

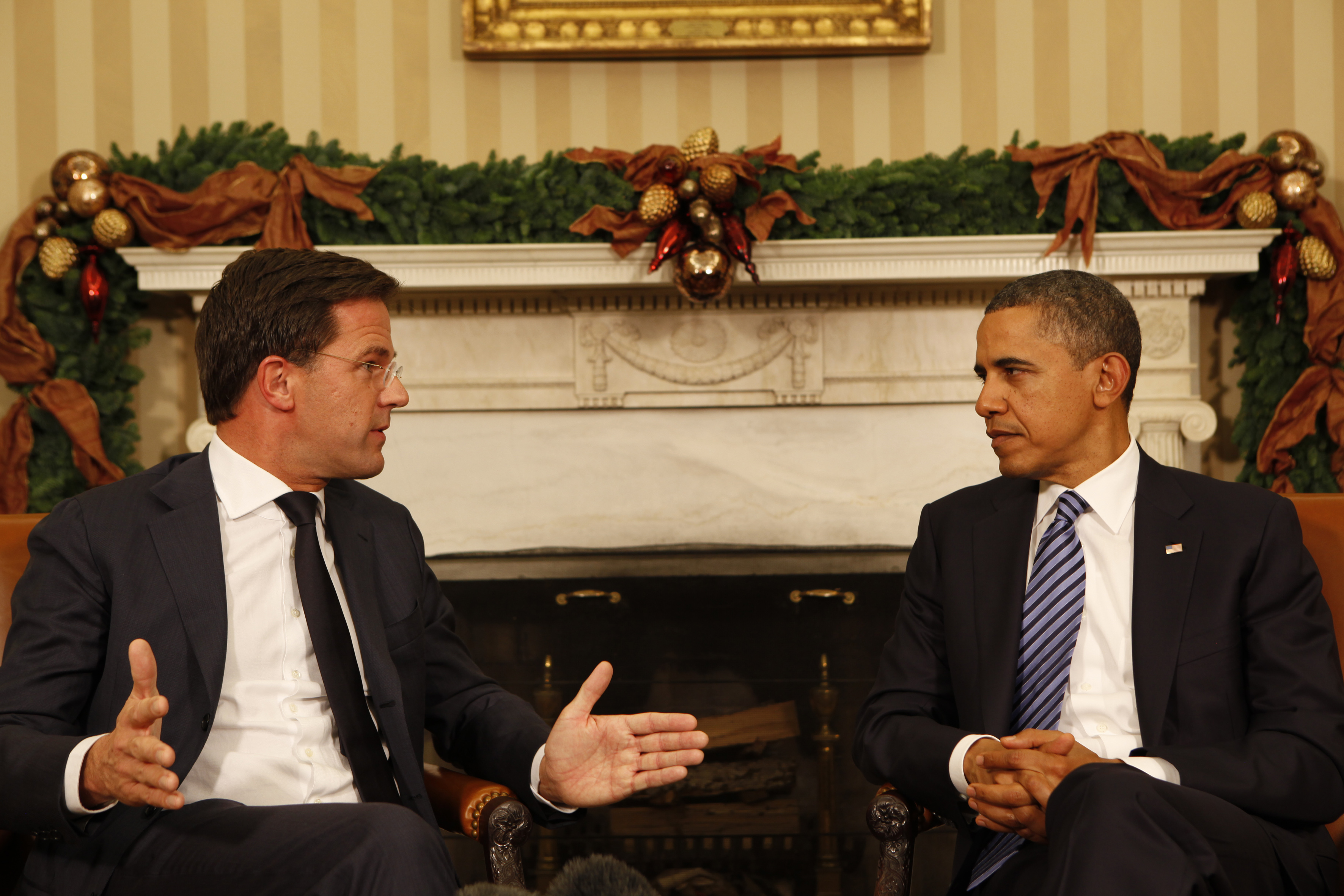
Minister-president van Nederland Mark Rutte en president Barack Obama in de Oval Office op 29 november 2011

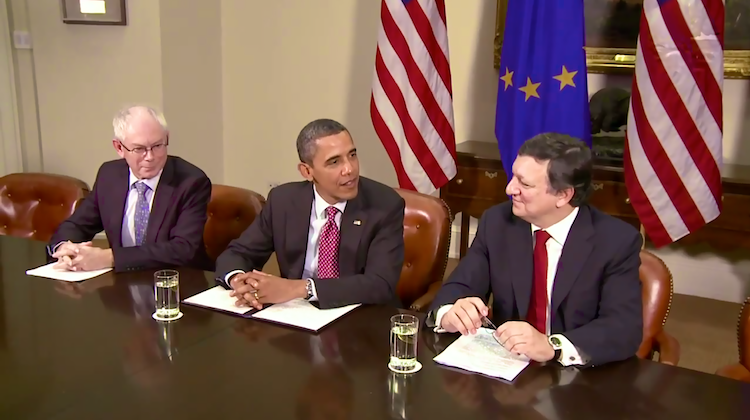
Voorzitter van de Europese Raad Herman Van Rompuy, president Barack Obama en voorzitter van de Europese Commissie José Manuel Barroso tijdens een vergadering in het Witte Huis op 30 november 2011

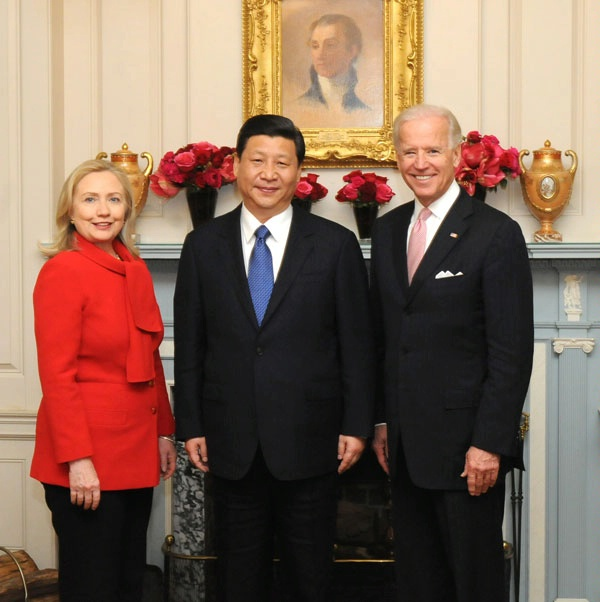
Minister van Buitenlandse Zaken Hillary Clinton, vicepresident van China Xi Jinping en vicepresident Joe Biden op 14 februari 2012

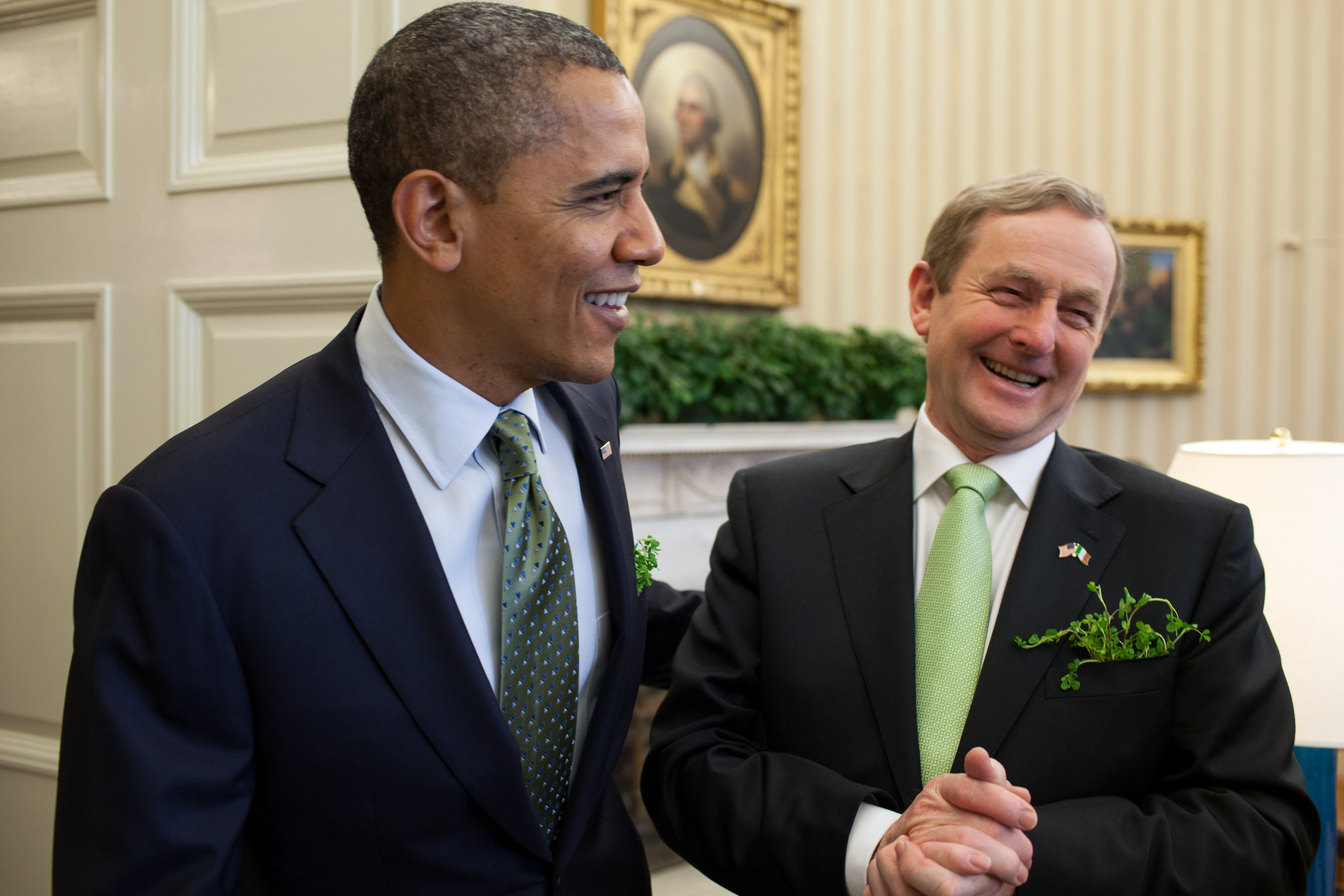
President Barack Obama en taoiseach van Ierland Enda Kenny in de Oval Office op 20 maart 2012

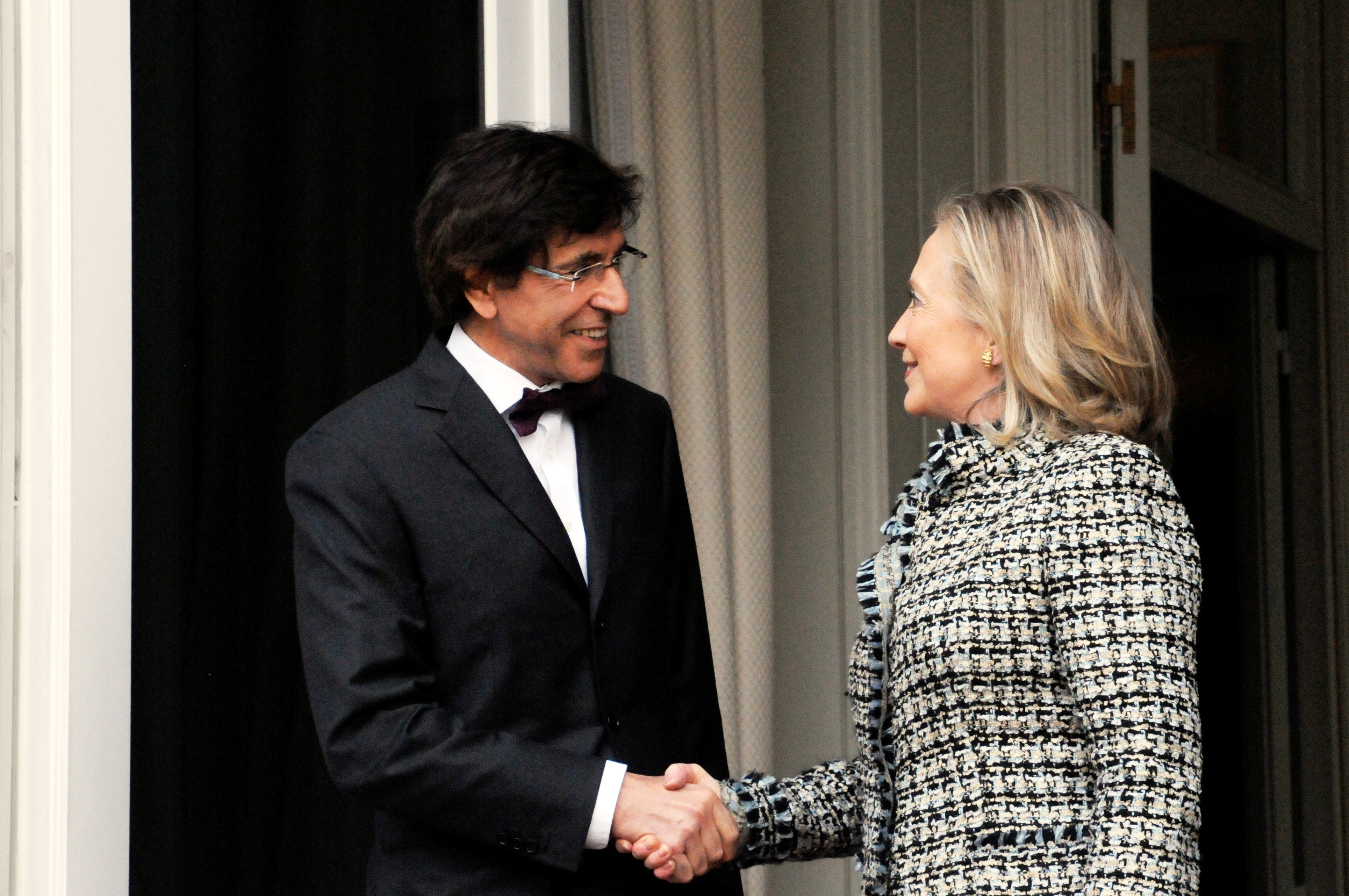
Premier van België Elio Di Rupo en minister van Buitenlandse Zaken Hillary Clinton op 18 april 2012

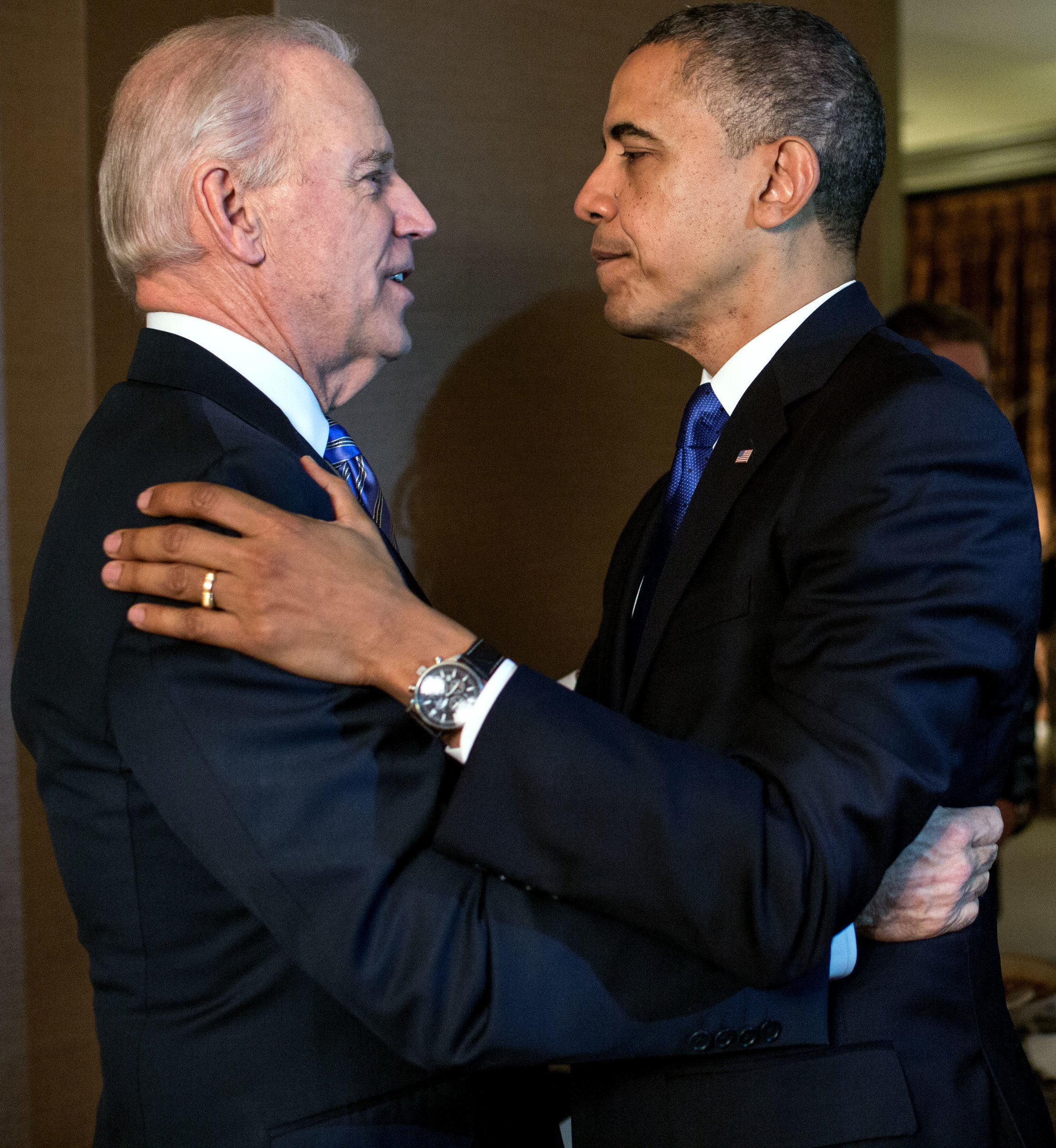
Vicepresident Joe Biden en president Barack Obama op 7 november 2012

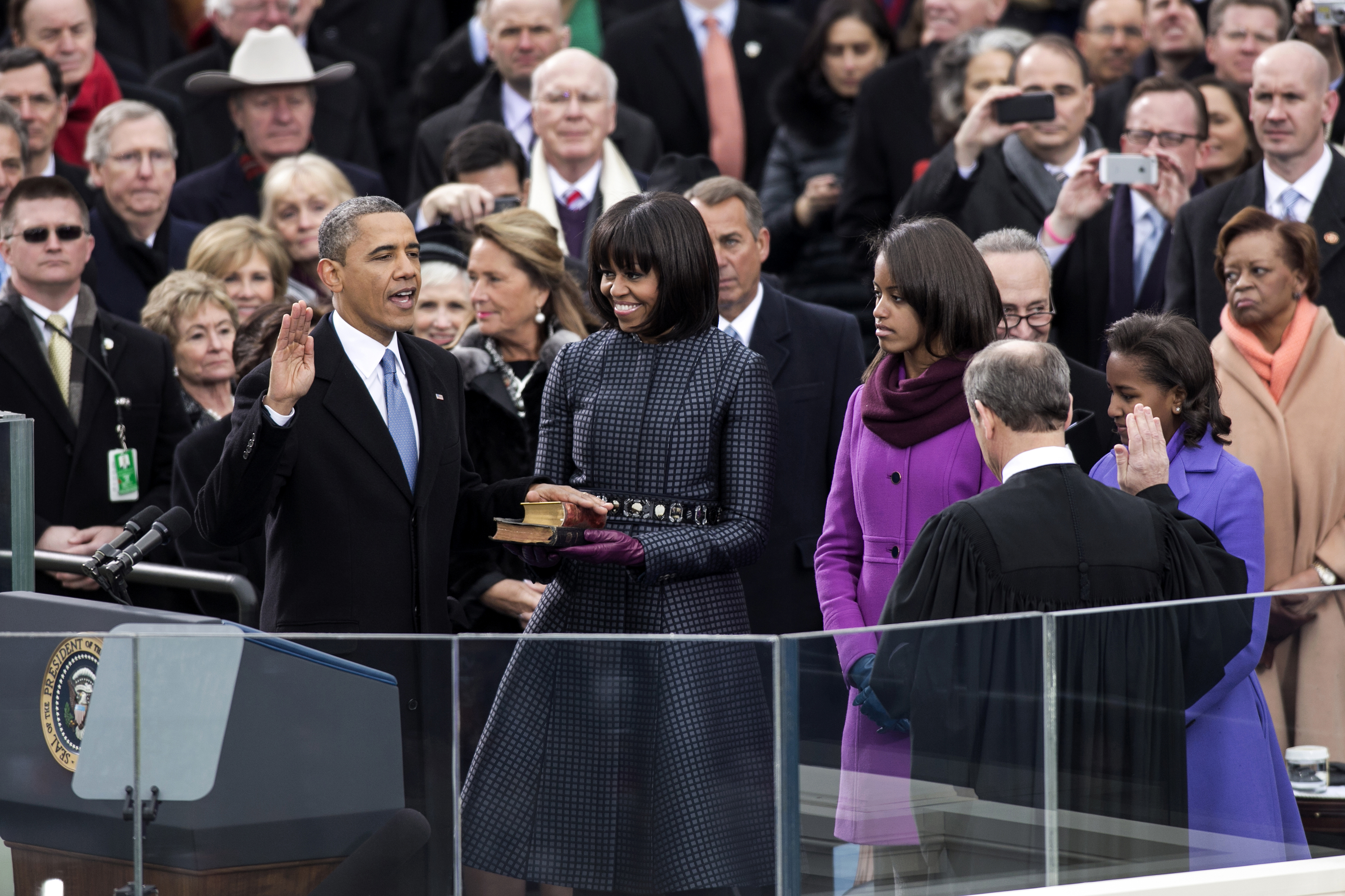
De tweede inauguratie van president Barack Obama op 20 januari 2013

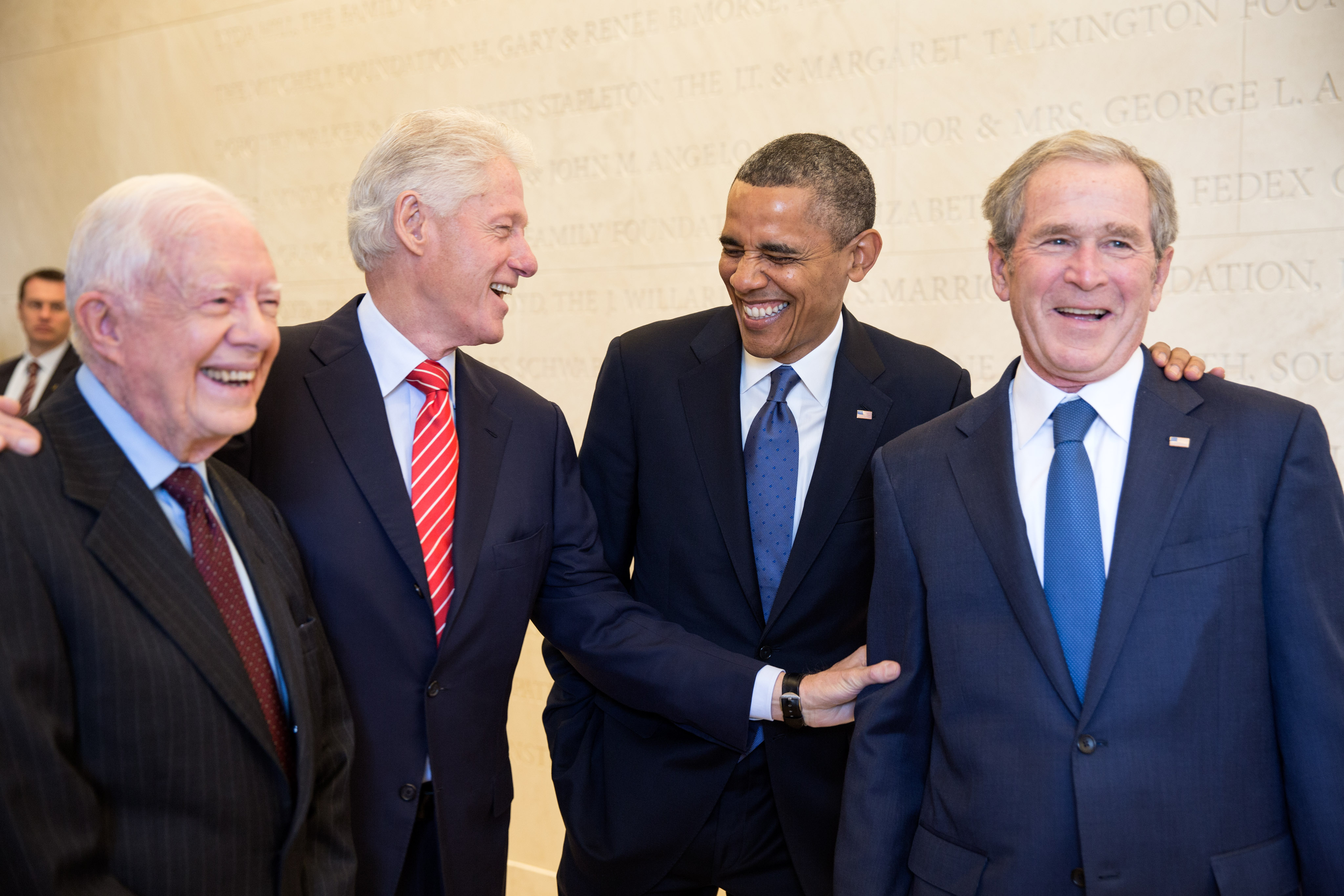
Voormalig presidenten Jimmy Carter, Bill Clinton, president Barack Obama en voormalig president George W. Bush op 25 april 2013

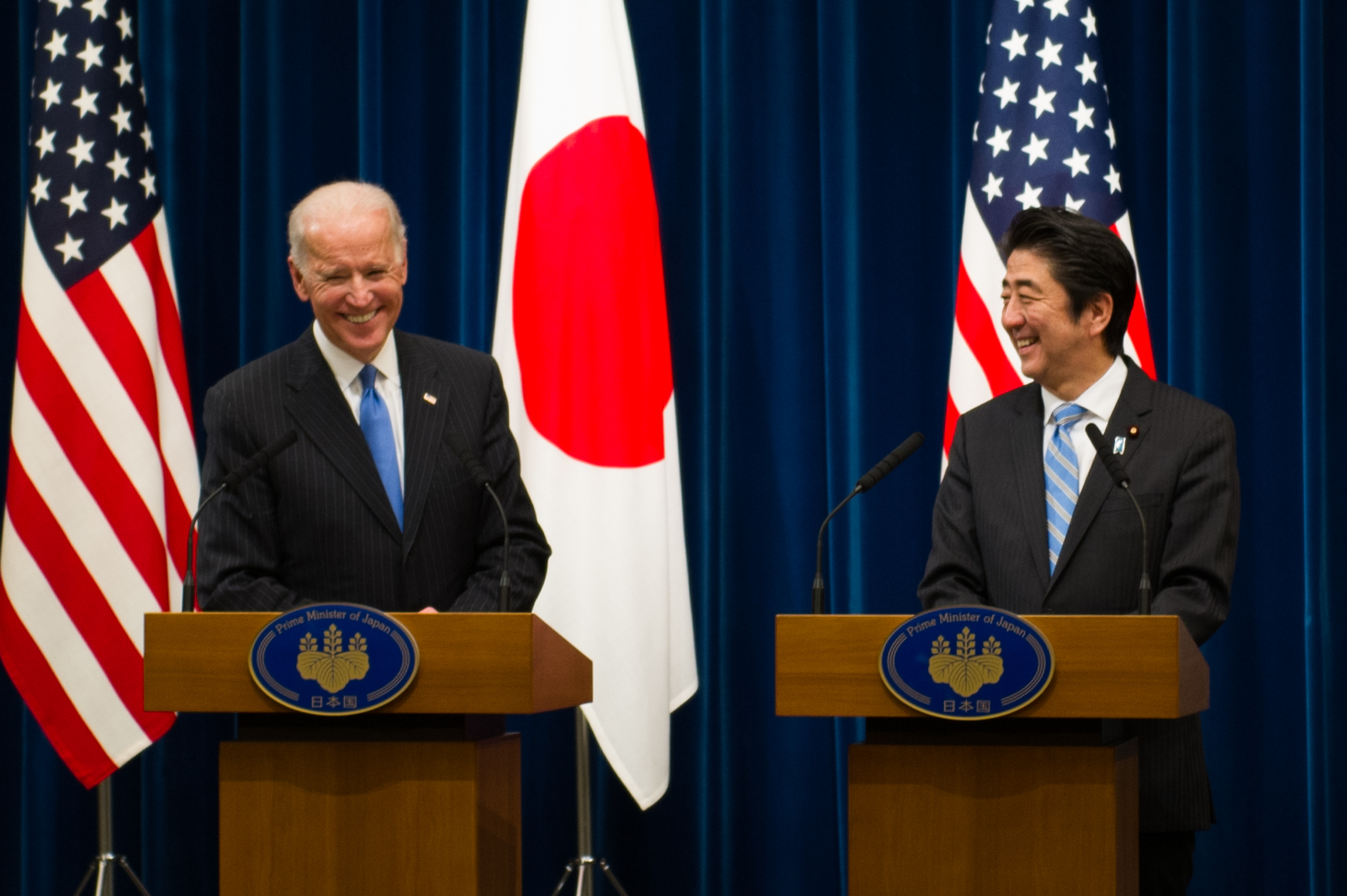
Vicepresident Joe Biden en premier van Japan Shinzo Abe tijdens een persconferentie op 3 december 2013

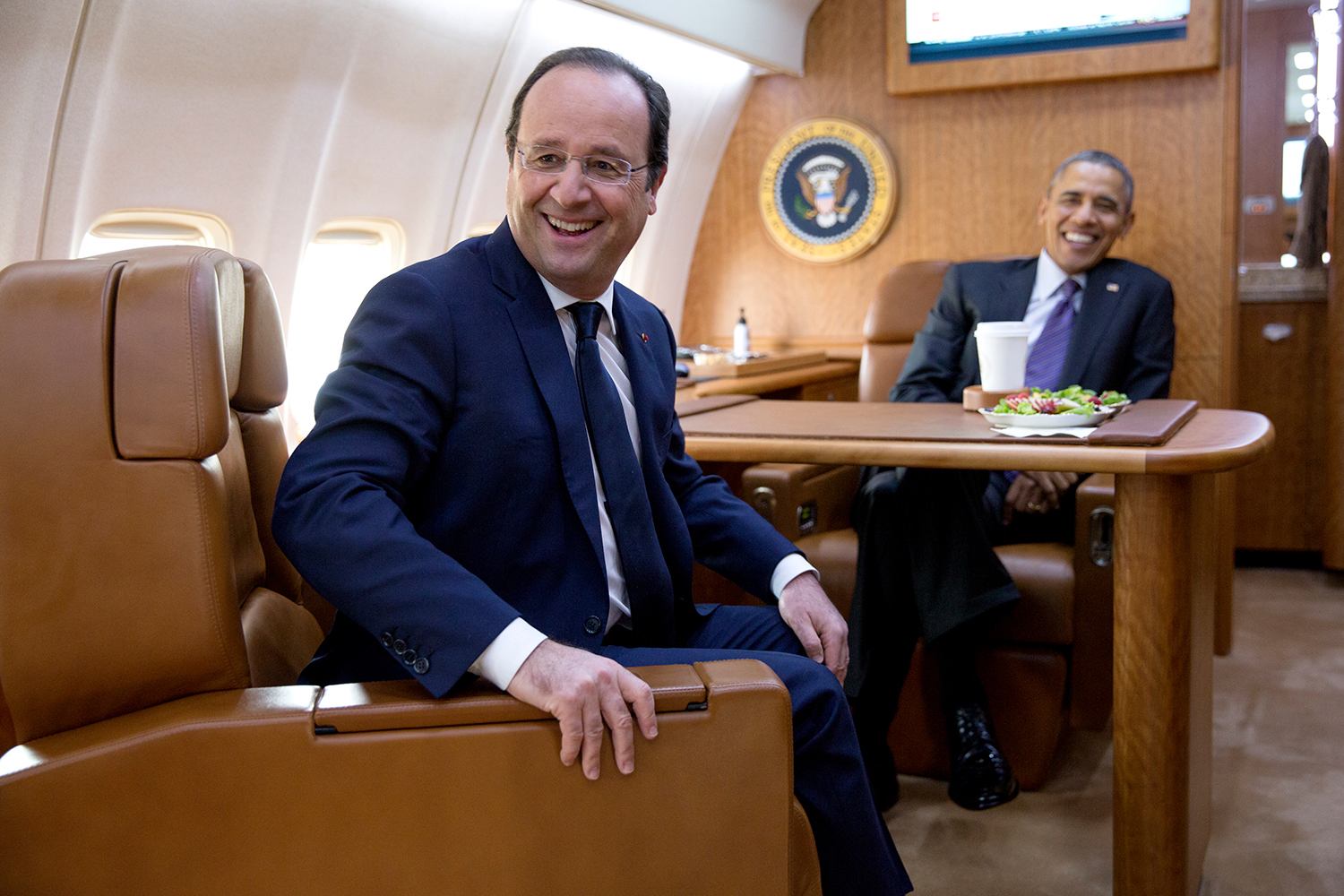
President van Frankrijk François Hollande en president Barack Obama aan boord van Air Force One op 10 februari 2014

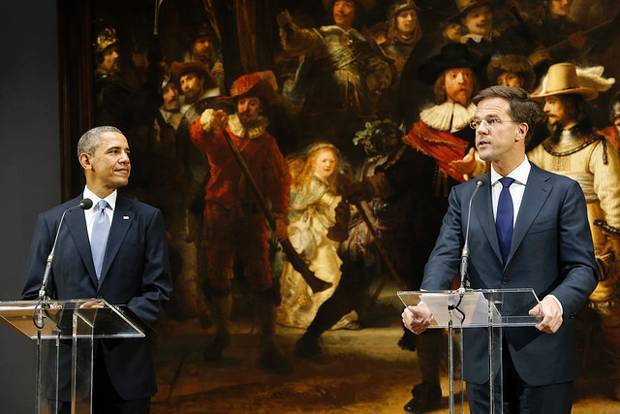
President Barack Obama en minister-president van Nederland Mark Rutte tijdens een persconferentie in het Rijksmuseum Amsterdam op 24 maart 2014

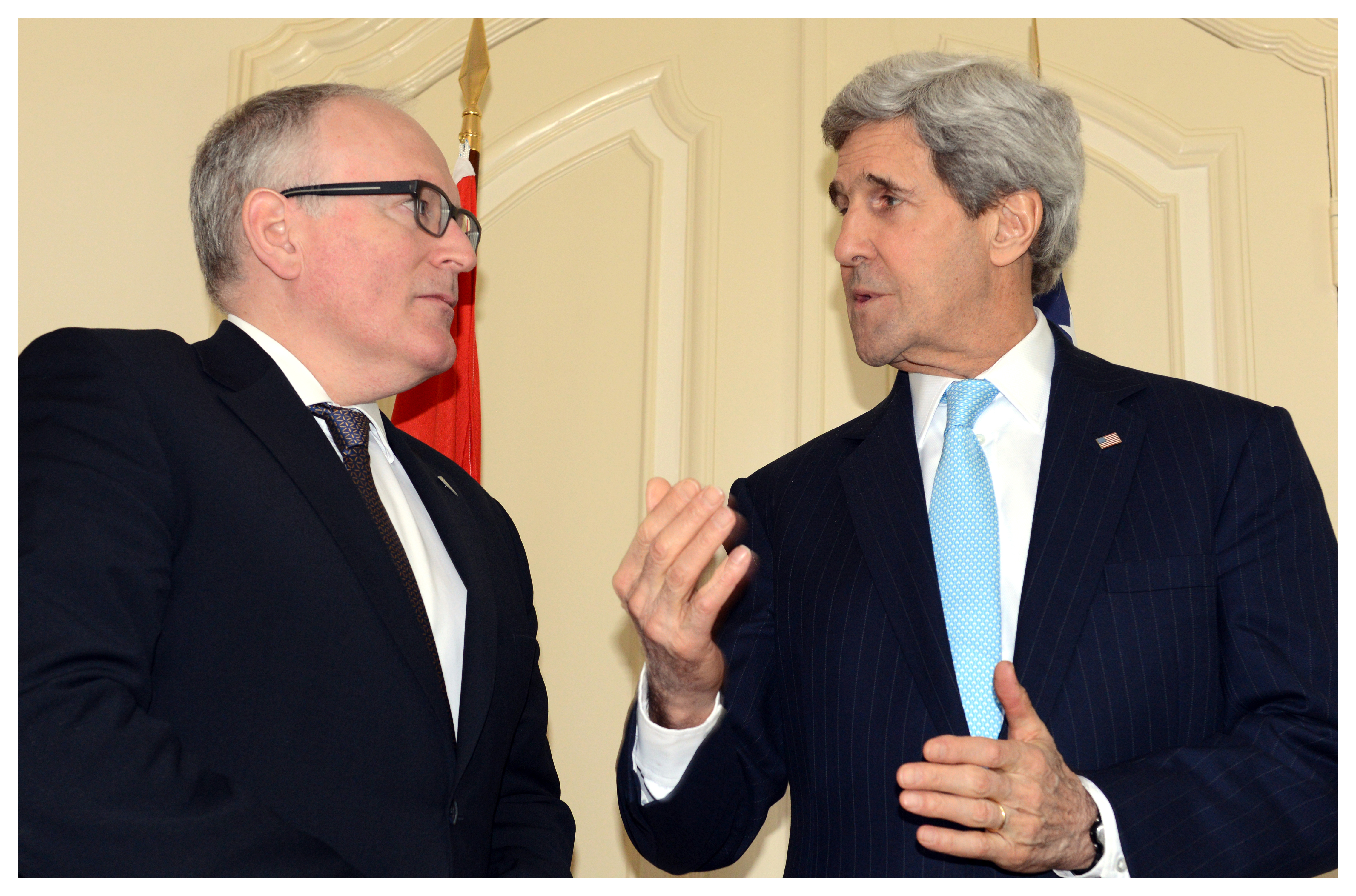
Nederlandse minister van Buitenlandse Zaken Frans Timmermans en minister van Buitenlandse Zaken John Kerry op 24 maart 2014

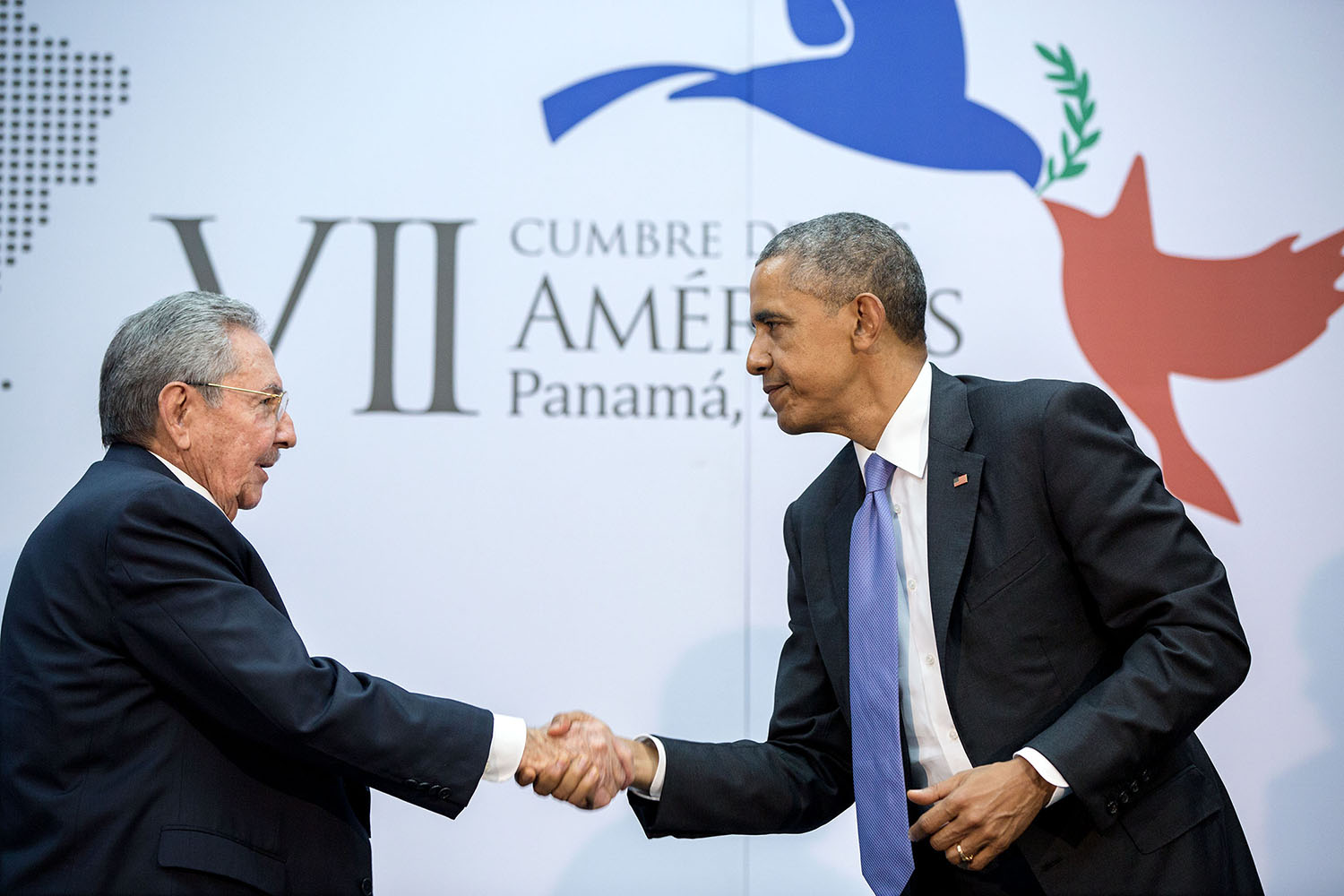
President van Cuba Raúl Castro en president Barack Obama op 11 april 2015

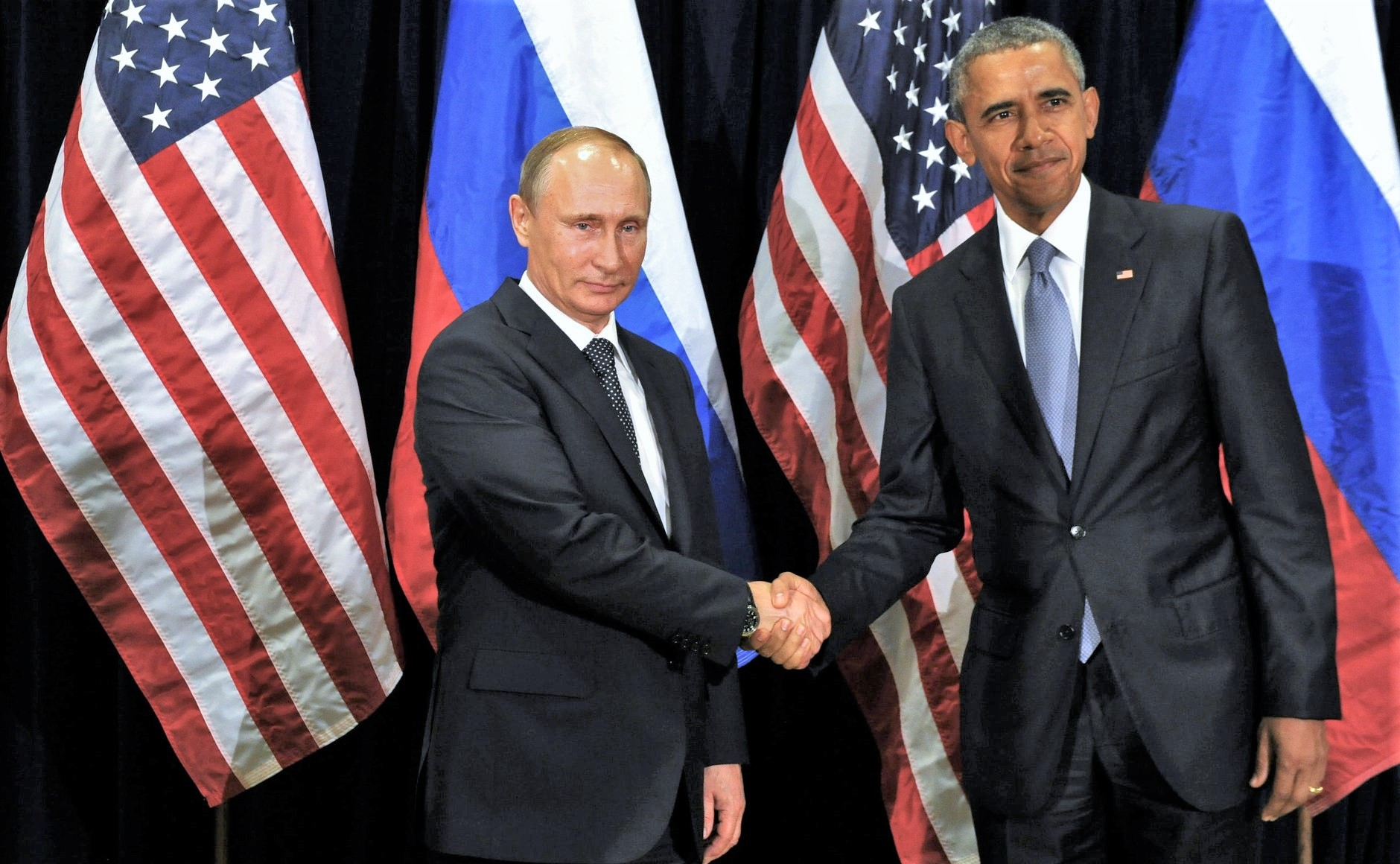
President van Rusland Vladimir Poetin en president Barack Obama op 29 september 2015

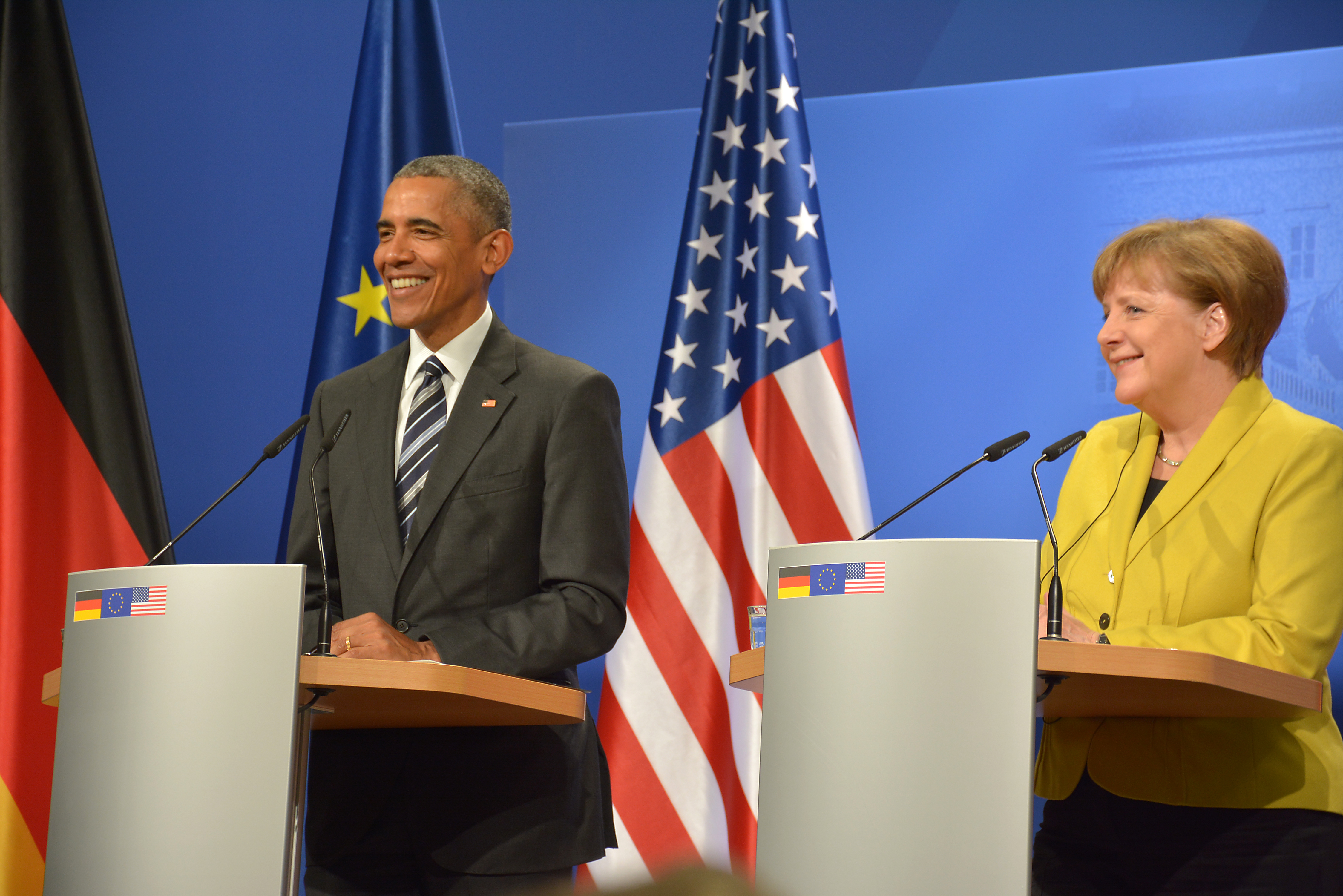
President Barack Obama en bondskanselier van Duitsland Angela Merkel tijdens een persconferentie op 24 april 2016

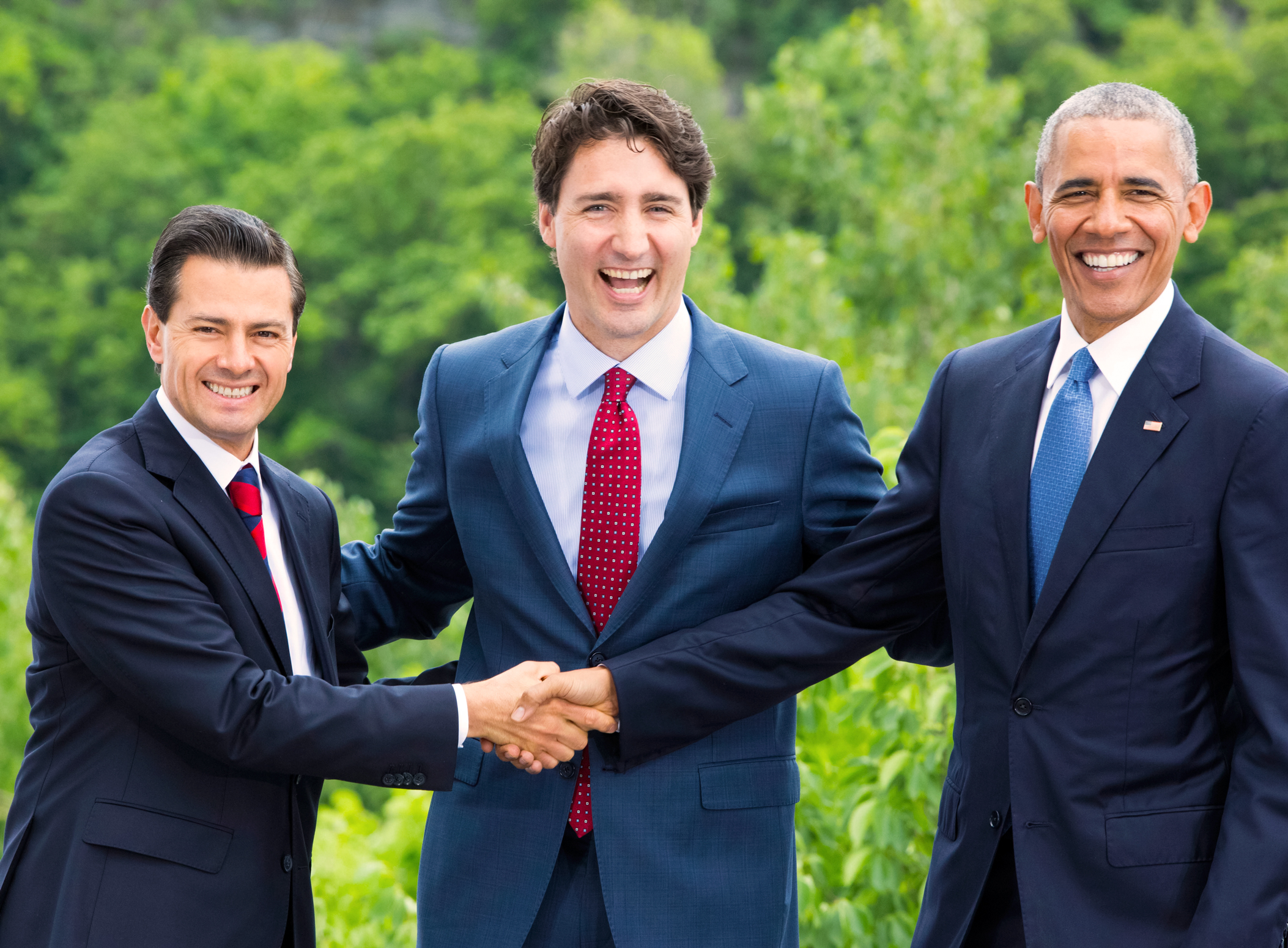
President van Mexico Enrique Peña Nieto, premier van Canada Justin Trudeau en president Barack Obama op 29 juni 2016

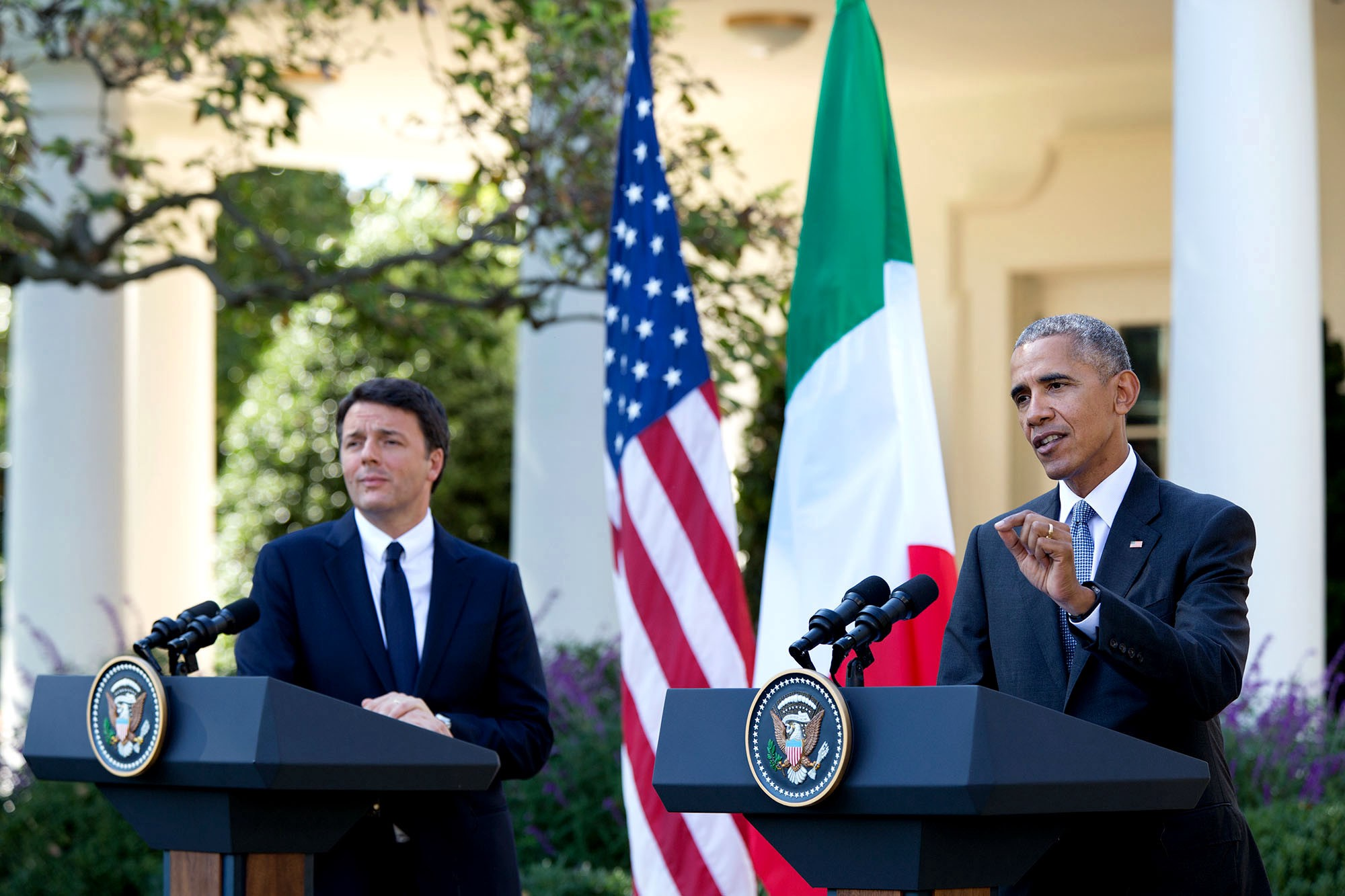
Premier van Italië Matteo Renzi en president Barack Obama tijdens een persconferentie bij het Witte Huis op 23 oktober 2016

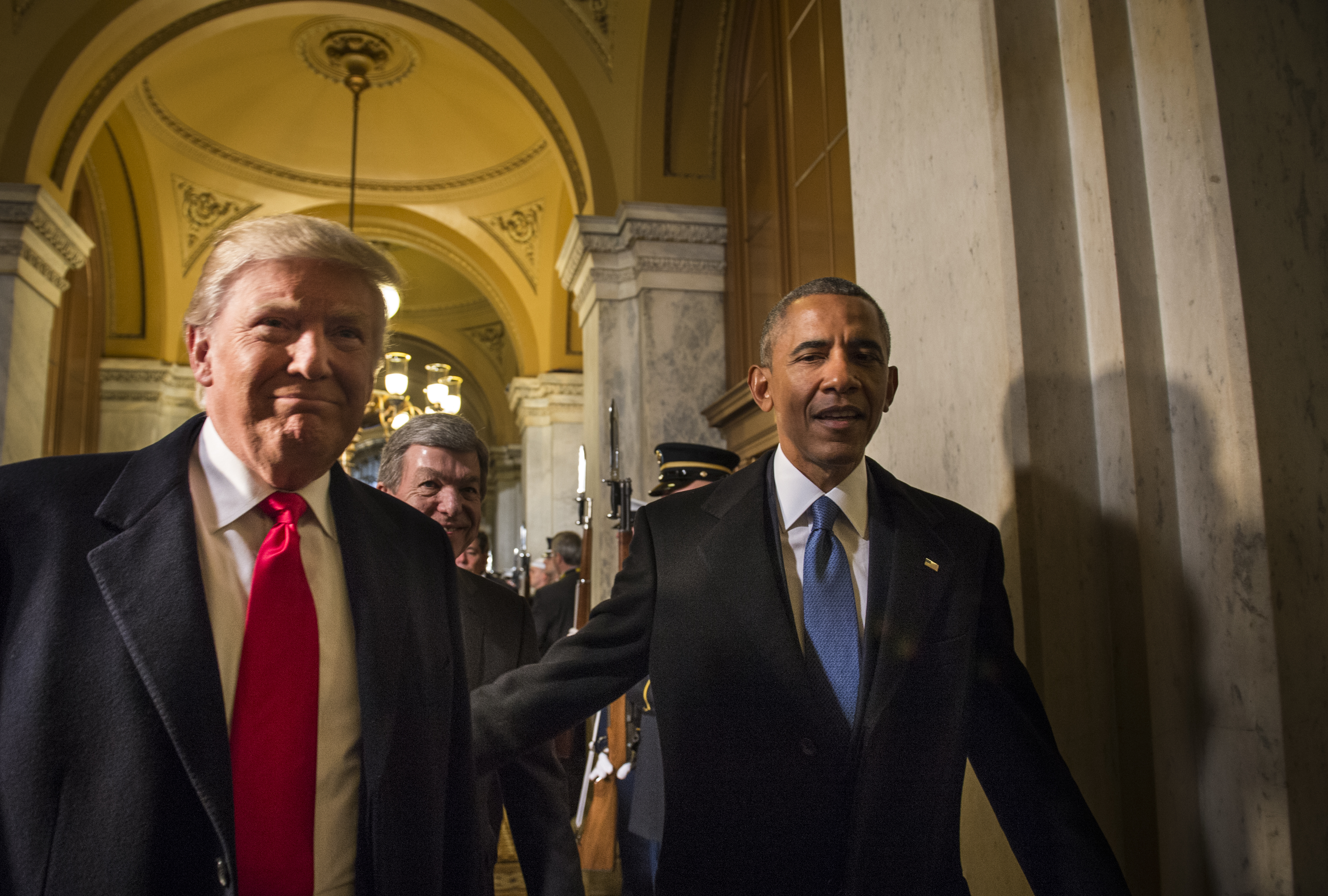
Inkomend president Donald Trump en uitgaand president Barack Obama voor de inauguratie op 20 januari 2017

Het kabinet–Obama was de uitvoerende macht van de Verenigde Staten van Amerika van 20 januari 2009 tot 20 januari 2017. Senator voor Illinois Barack Obama van de Democratische Partij werd gekozen als de 44e president van de Verenigde Staten na het winnen van de presidentsverkiezingen van 2008 over de kandidaat van de Republikeinse Partij senator voor Arizona John McCain, Obama werd herkozen voor een tweede termijn in 2012.

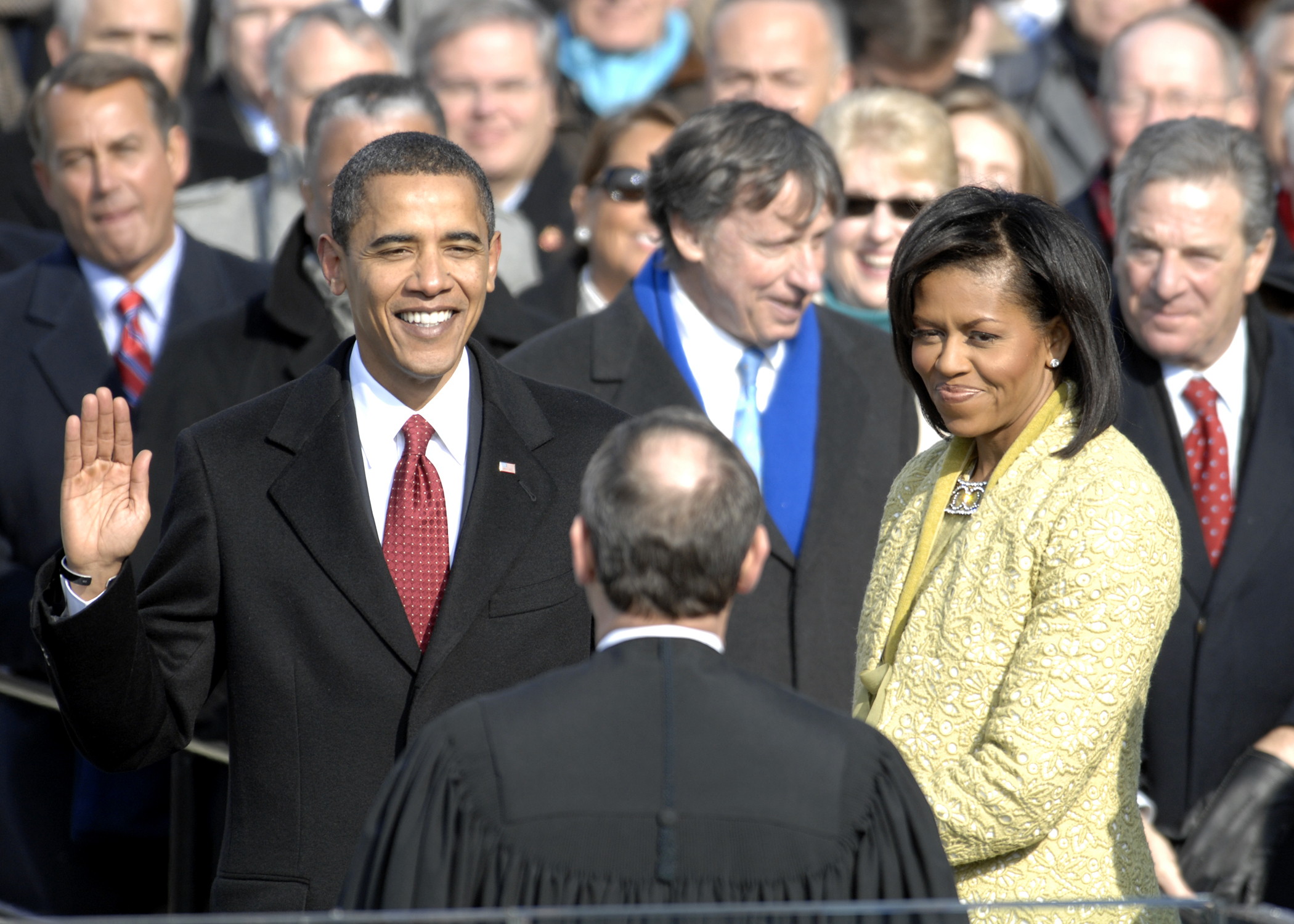
De inauguratie van president Barack Obama op 20 januari 2009

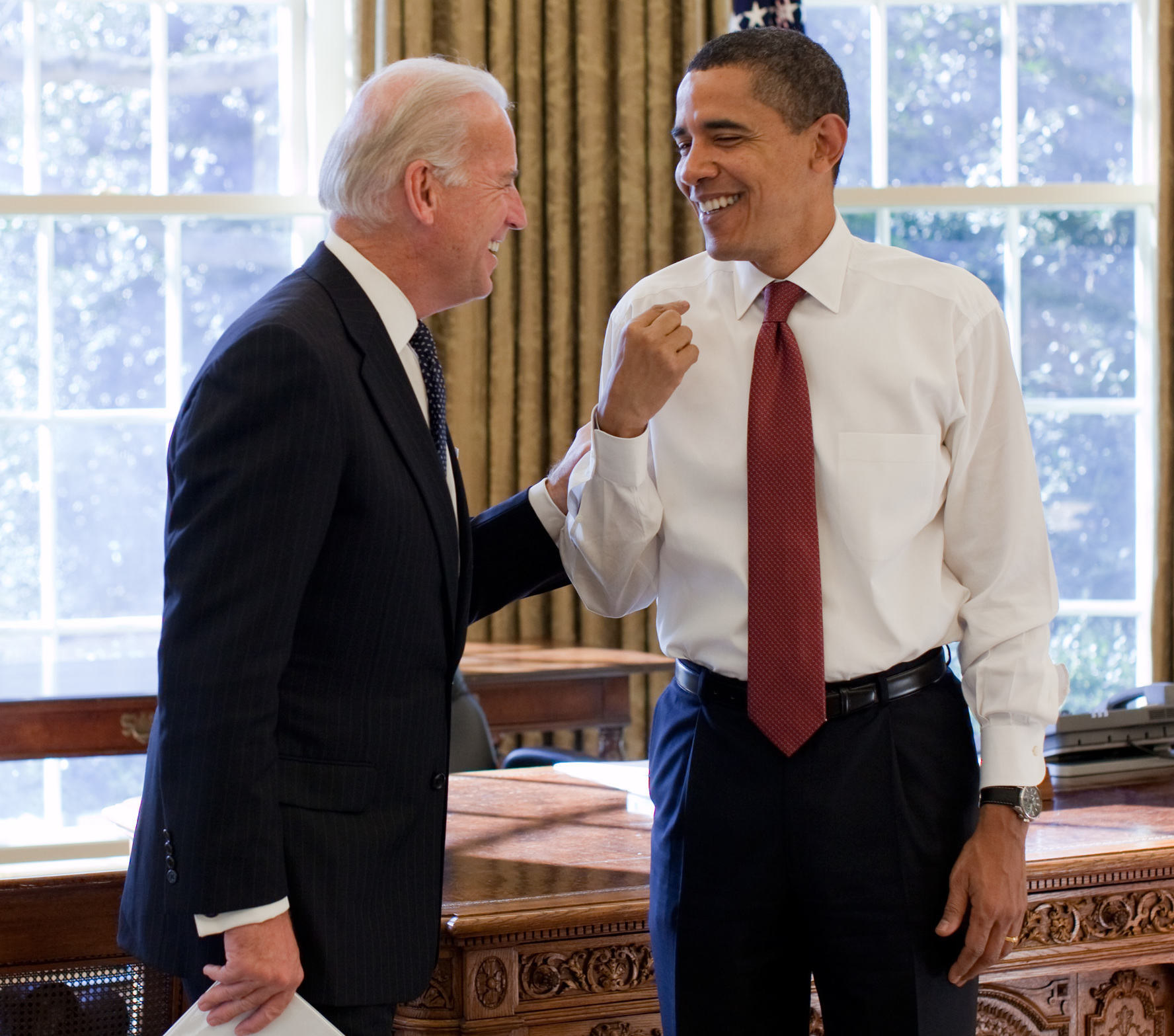
Vicepresident Joe Biden en president Barack Obama in de Oval Office op 22 januari 2009

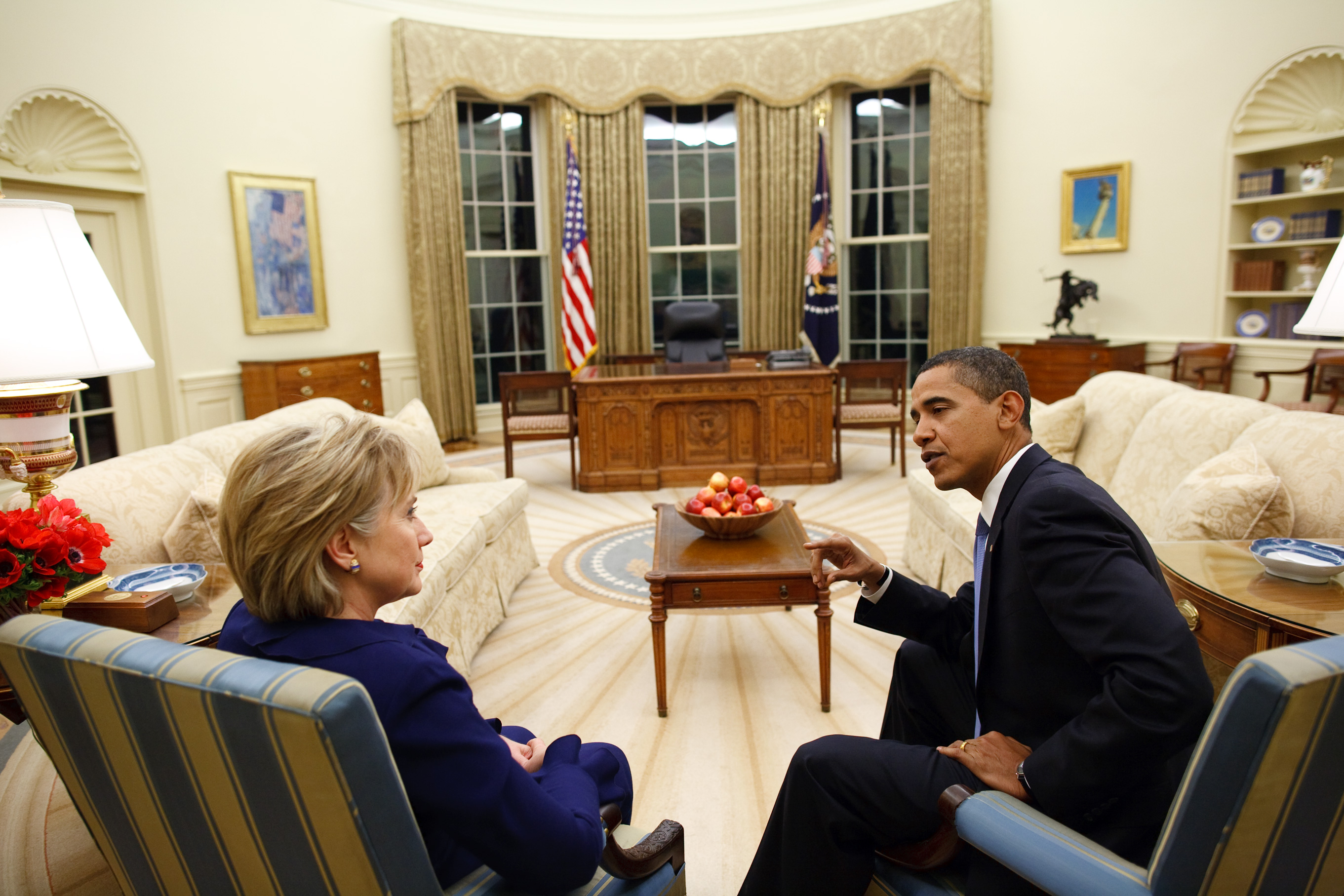
Minister van Buitenlandse Zaken Hillary Clinton en president Barack Obama in de Oval Office op 27 januari 2009

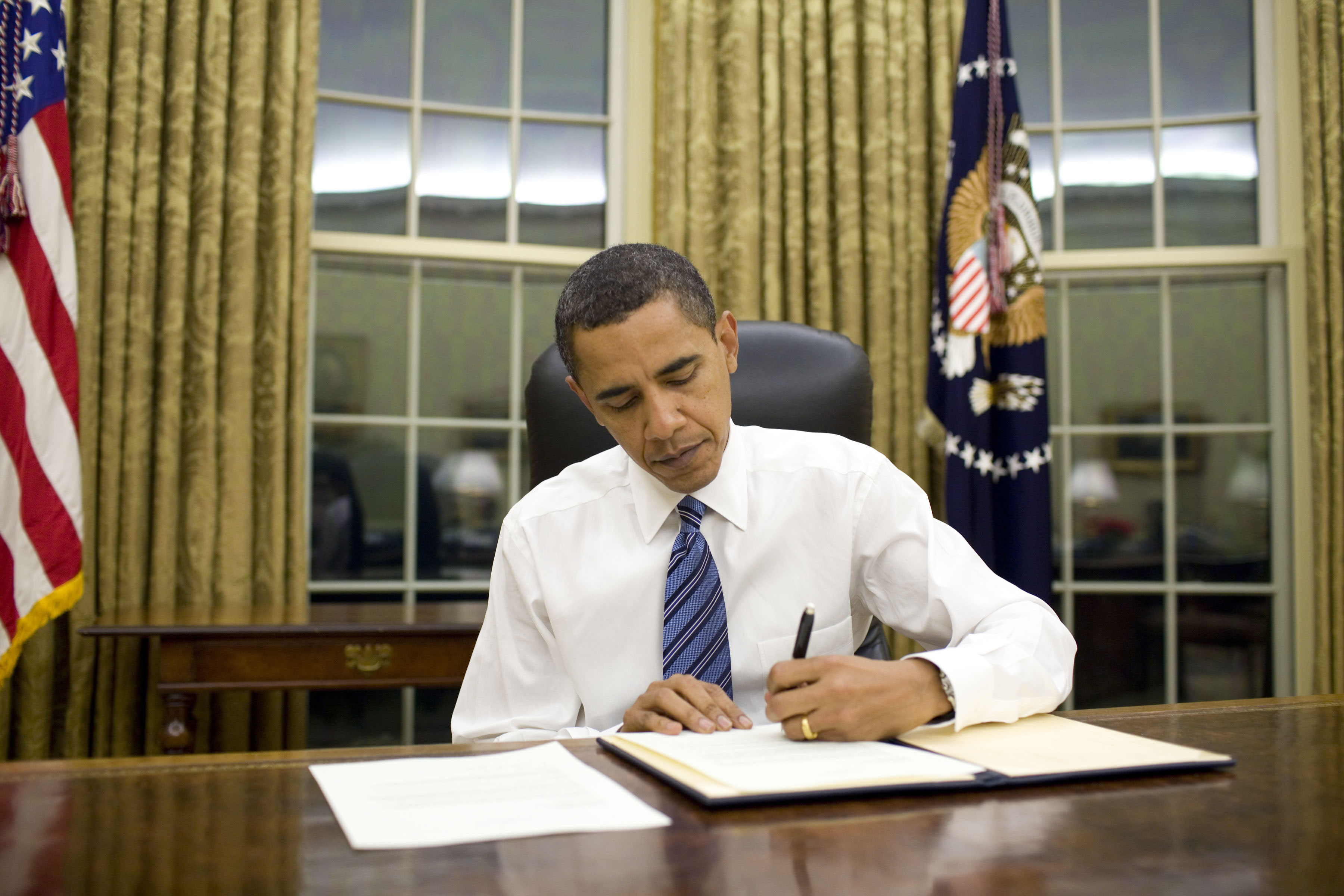
President Barack Obama in de Oval Office op 28 januari 2009

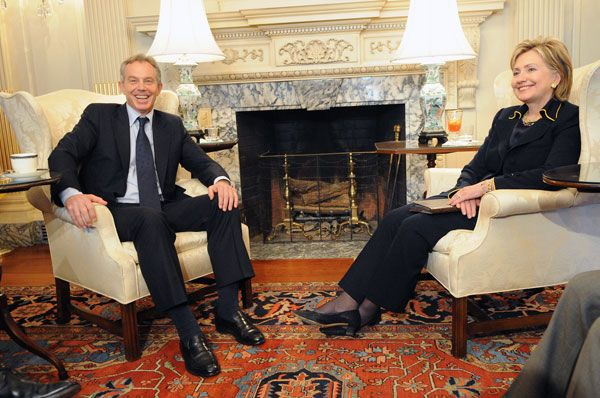
Voormalig premier van het Verenigd Koninkrijk Tony Blair en minister van Buitenlandse Zaken Hillary Clinton op 4 februari 2009

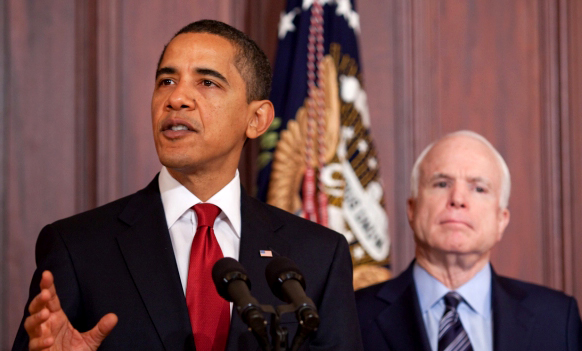
President Barack Obama en senator John McCain tijdens een persconferentie op 4 maart 2009

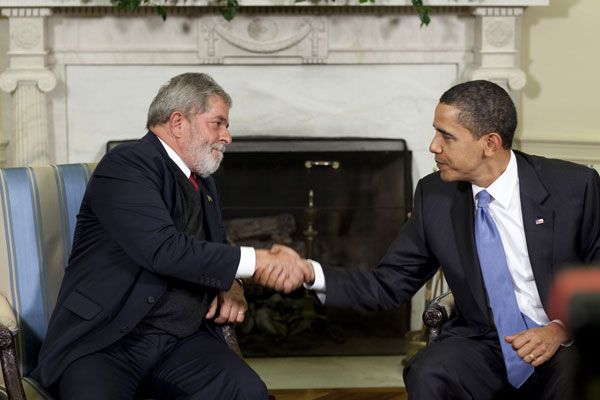
President van Brazilië Luiz Inácio Lula da Silva en president Barack Obama in de Oval Office op 14 maart 2009

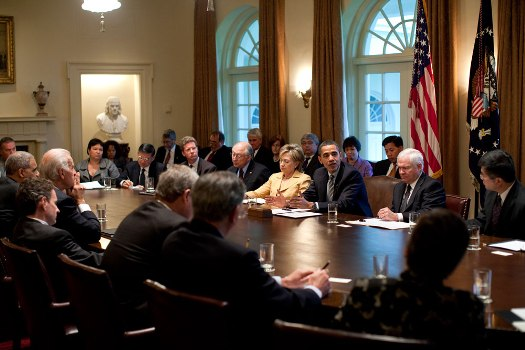
De bewindslieden van het kabinet-Obama tijdens een vergadering in het Witte Huis op 20 april 2009

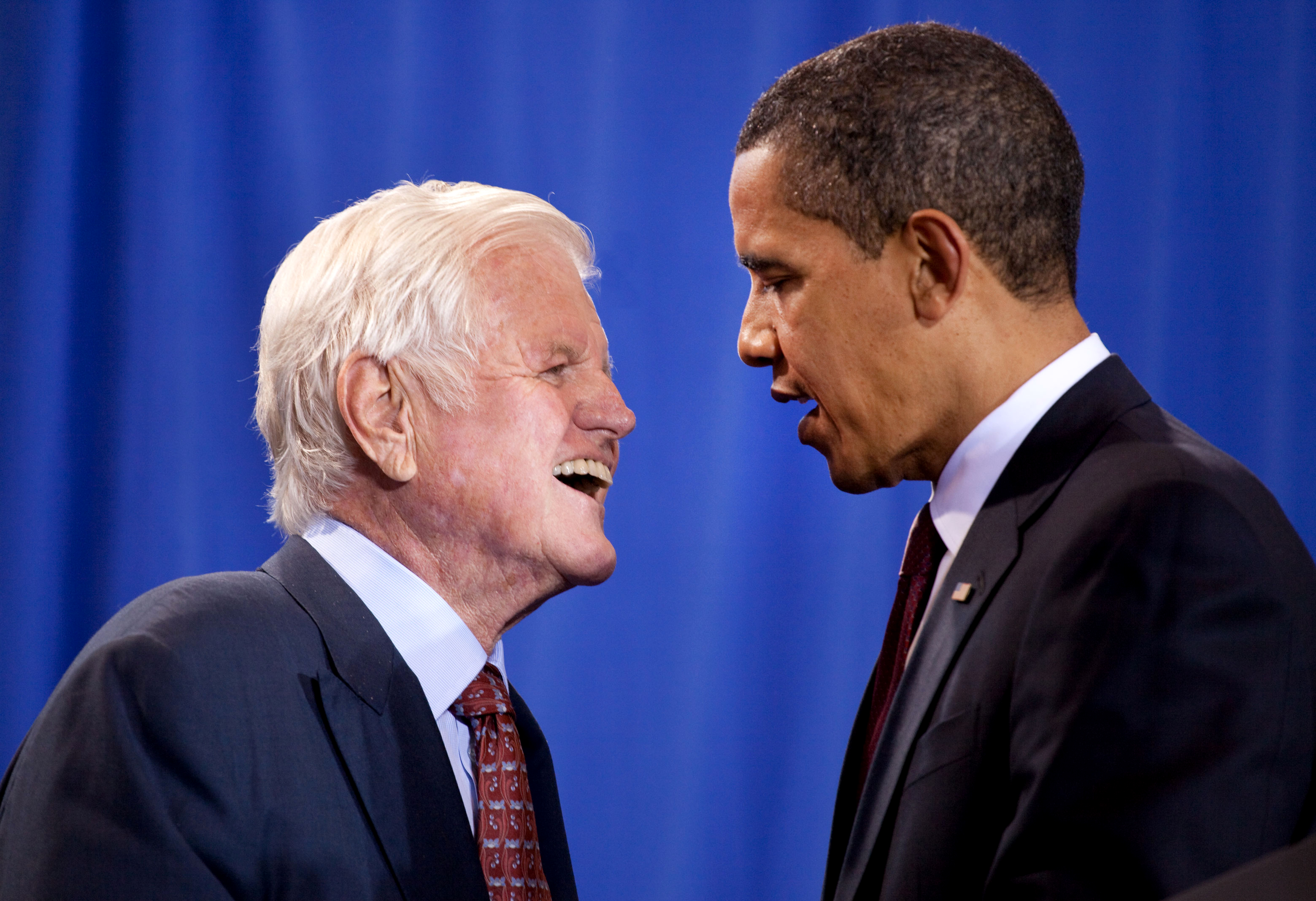
Senator Ted Kennedy en president Barack Obama op 21 april 2009

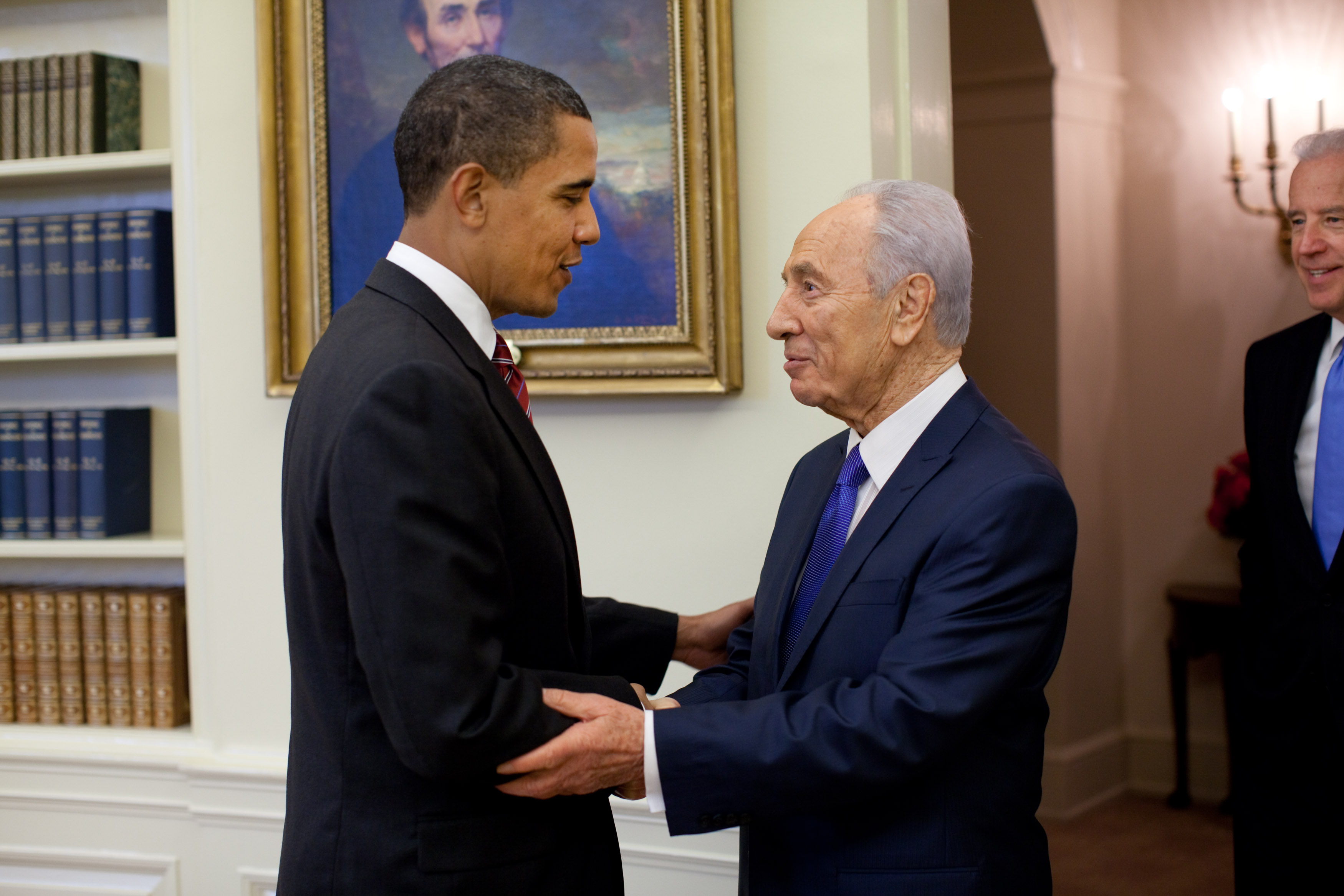
President Barack Obama, president van Israël Shimon Peres en vicepresident Joe Biden in de Oval Office op 5 mei 2009

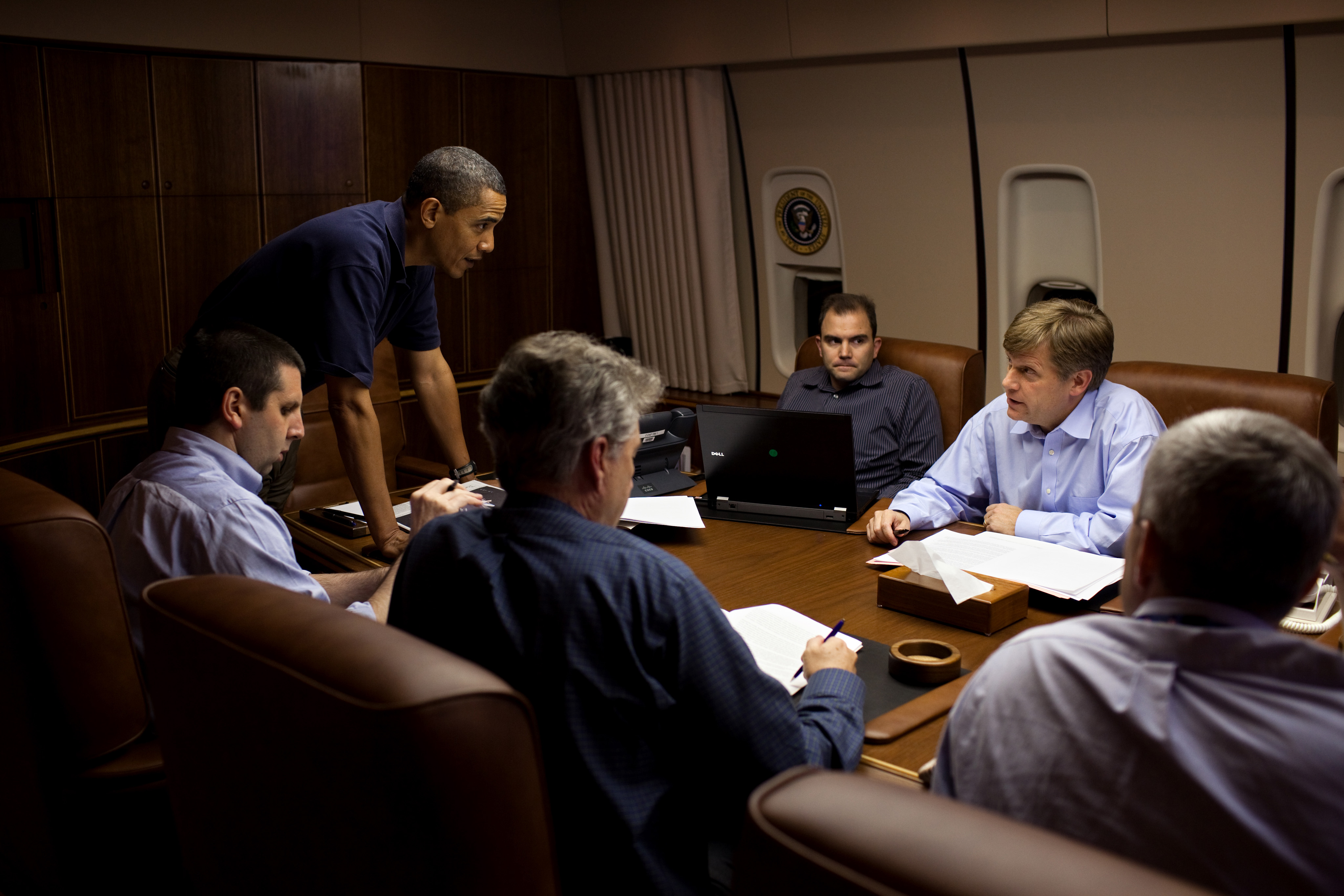
De bewindslieden van het kabinet-Obama tijdens een vergadering aan boord van Air Force One op 5 juli 2009

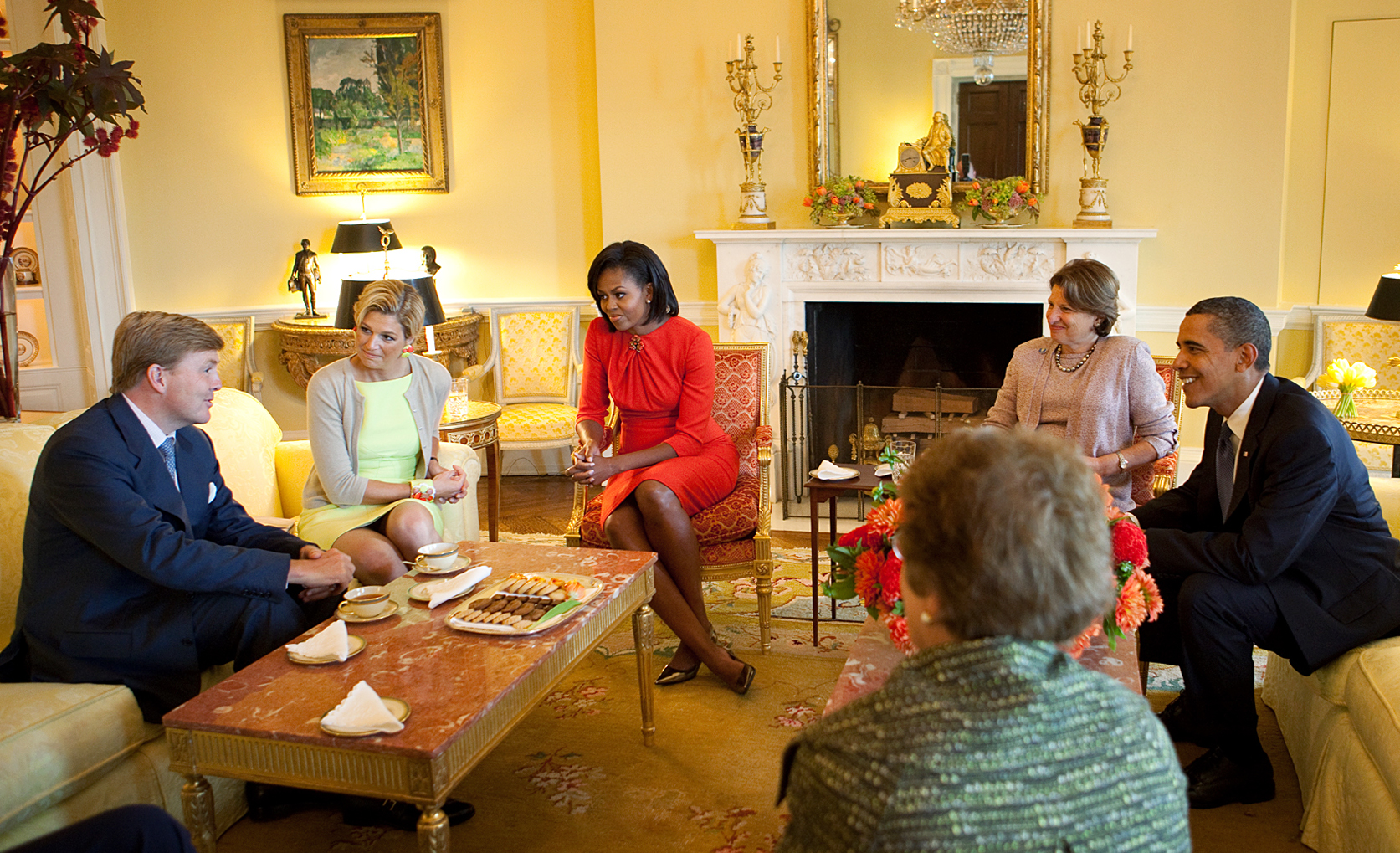
Prins Willem-Alexander, prinses Máxima, first lady Michelle Obama en president Barack Obama in het Witte Huis op 11 september 2009

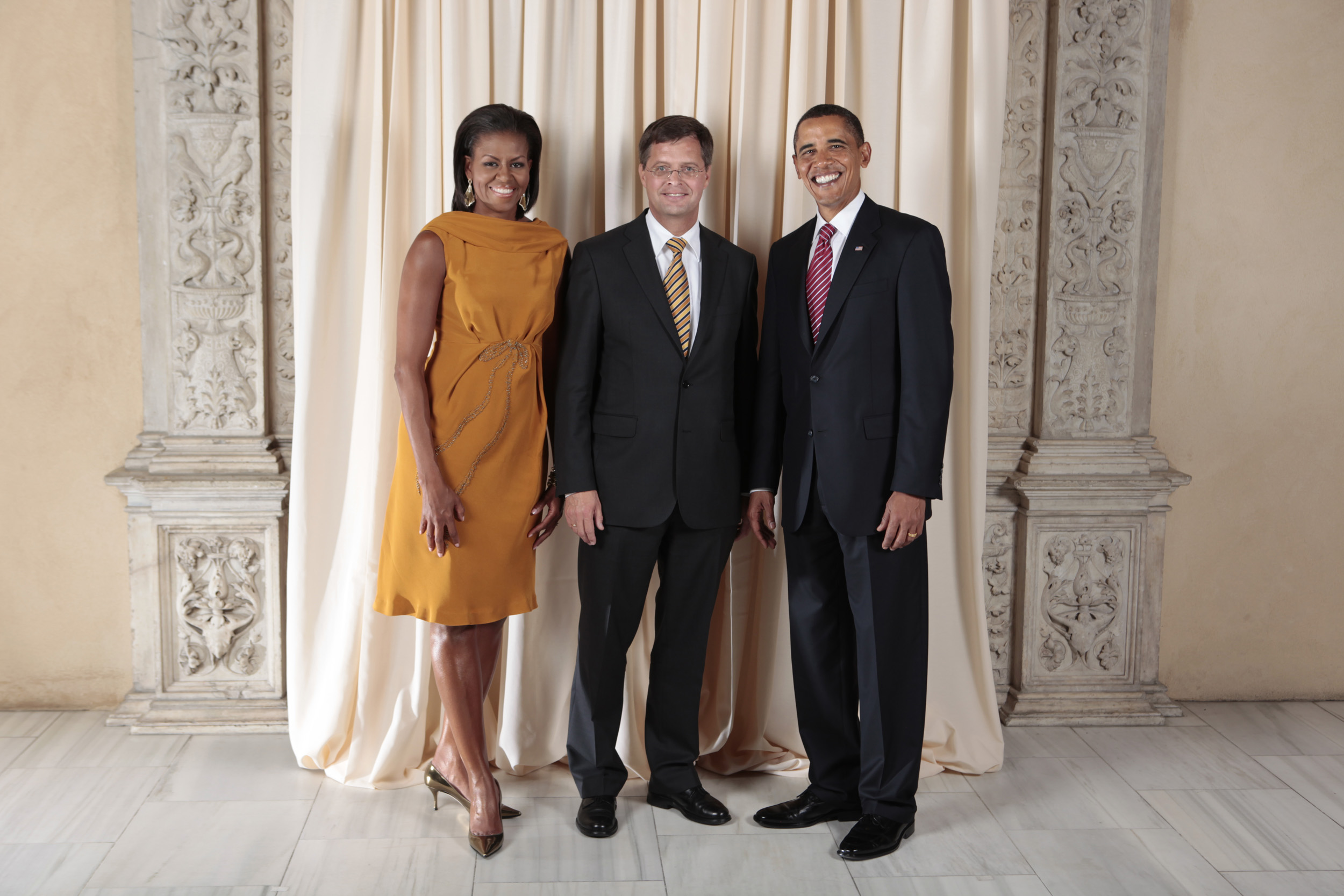
first lady Michelle Obama, minister-president van Nederland Jan Peter Balkenende en president Barack Obama op 23 september 2009

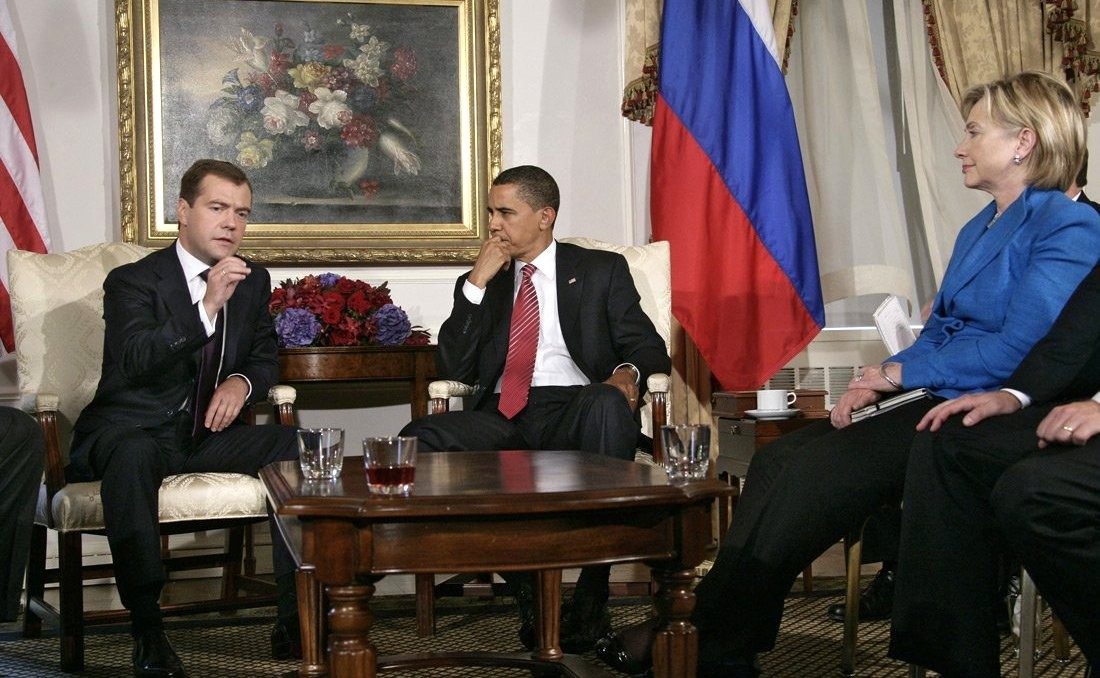
President van Rusland Dmitri Medvedev, president Barack Obama en minister van Buitenlandse Zaken Hillary Clinton op 24 september 2009

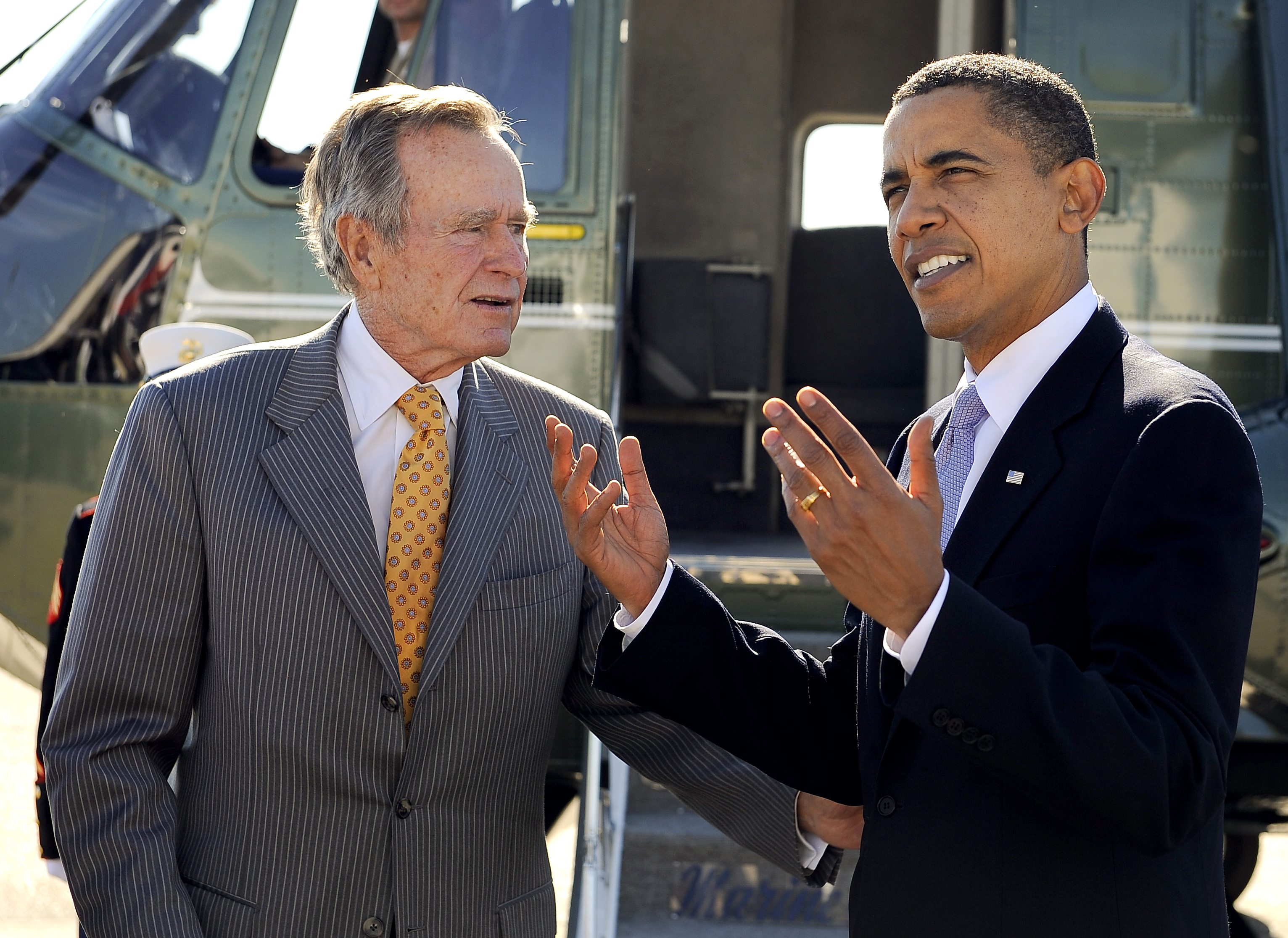
Voormalig president George H.W. Bush en president Barack Obama op 16 oktober 2009

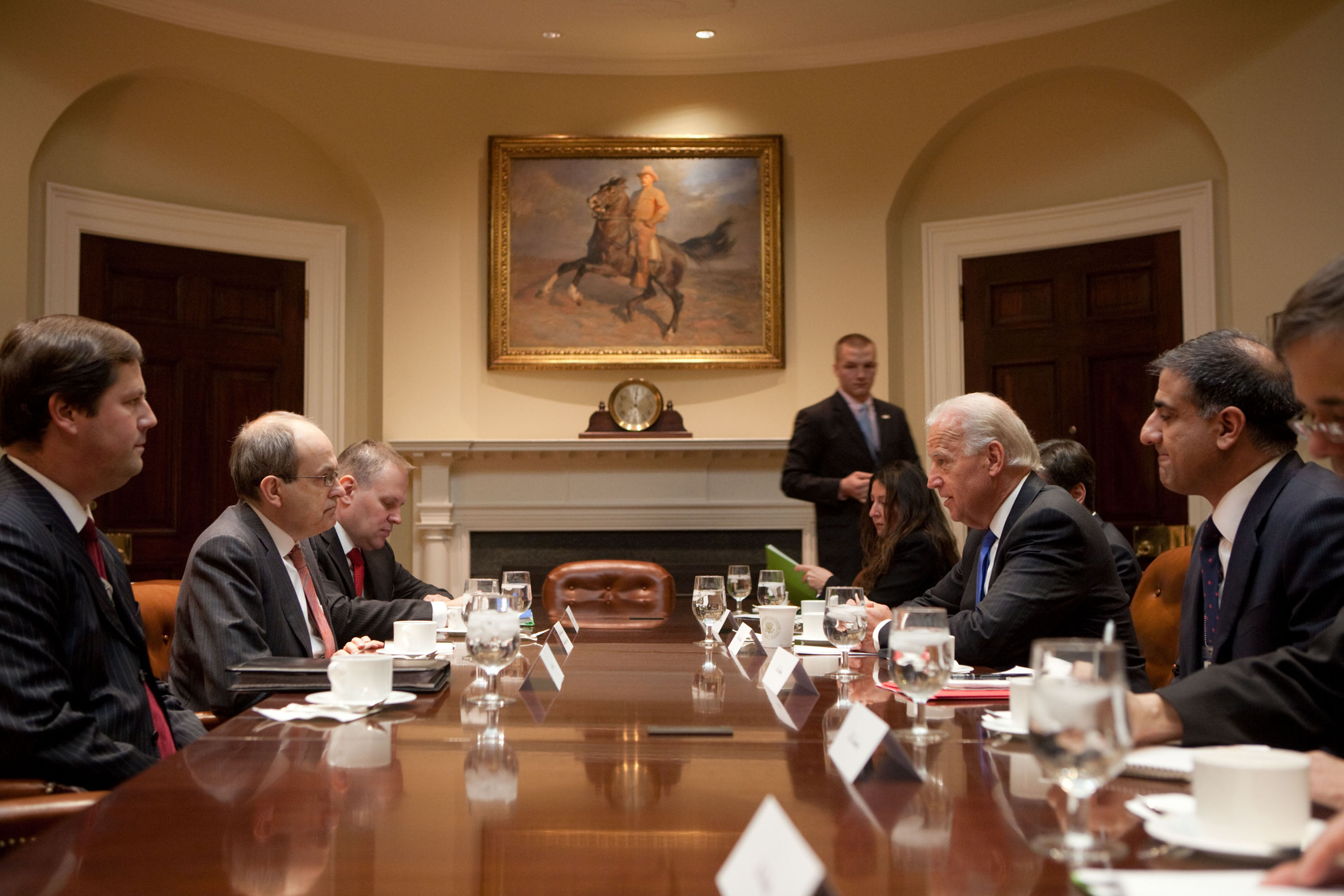
Speciaal VN-gezant Ad Melkert en vicepresident Joe Biden tijdens een vergadering in het Witte Huis op 5 januari 2010

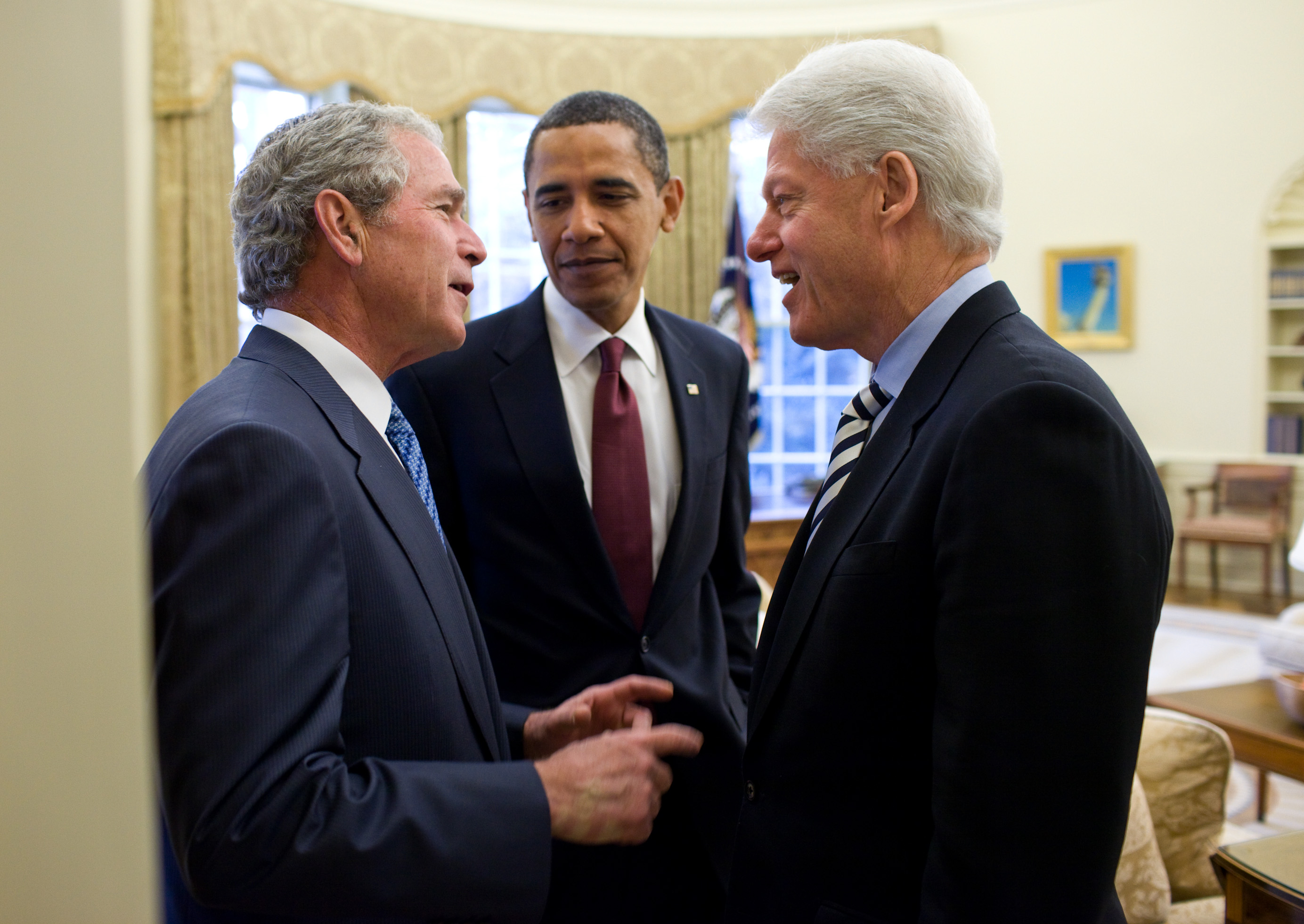
Voormalig president George W. Bush, president Barack Obama en voormalig president Bill Clinton in de Oval Office op 16 januari 2010

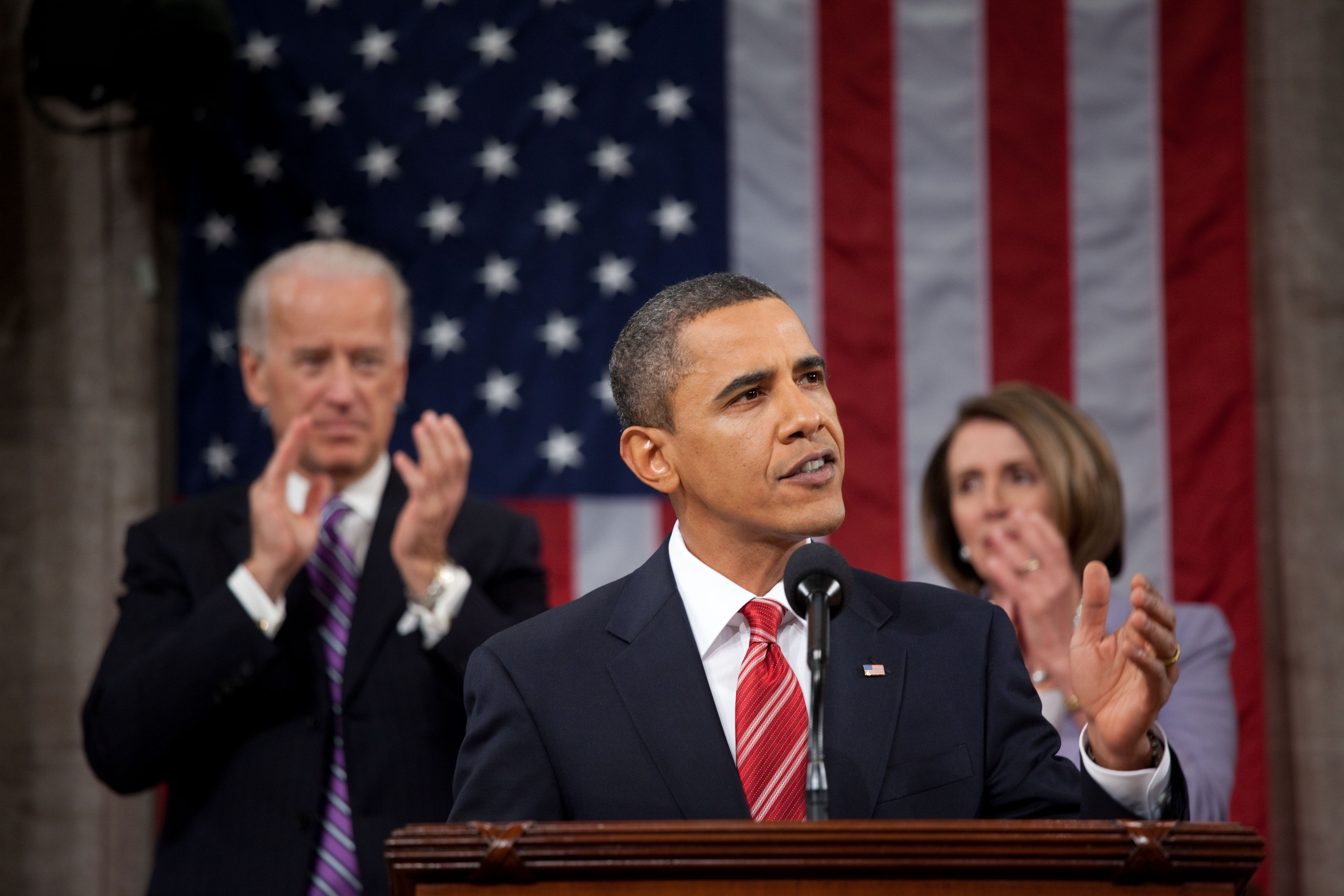
Vicepresident Joe Biden, voorzitter van het Huis van Afgevaardigden Nancy Pelosi en president Barack Obama tijdens de state of the Union toespraak in het Huis van Afgevaardigden op 27 januari 2010

| Nr.                  | Functie(s) | Functie(s)                                               | Ambtsbekleder          | Ambtsbekleder                 | Ambtstermijn     | Ambtstermijn      | Partij(en) |
| -------------------- | ---------- | -------------------------------------------------------- | ---------------------- | ----------------------------- | ---------------- | ----------------- | ---------- |
| 44                   |            | President van de Verenigde Staten                        | Barack Obama           | Barack Obama (1961)           | 20 januari 2009  | 20 januari 2017   | D          |
| 47                   |            | Vicepresident van de Verenigde Staten                    | Joe Biden              | Joe Biden (1942)              | 20 januari 2009  | 20 januari 2017   | D          |
| Kabinet              |            |                                                          |                        |                               |                  |                   |            |
| Nr.                  | Functie(s) | Functie(s)                                               | Ambtsbekleder          | Ambtsbekleder                 | Ambtstermijn     | Ambtstermijn      | Partij(en) |
| 67                   |            | Minister van Buitenlandse Zaken                          | Hillary Clinton        | Hillary Clinton (1947)        | 20 januari 2009  | 1 februari 2013   | D          |
| 68                   |            | Minister van Buitenlandse Zaken                          | John Kerry             | John Kerry (1943)             | 1 februari 2013  | 20 januari 2017   | D          |
| [ 1 ]                |            | Minister van Financiën                                   | Stuart Levey           | Stuart Levey (1960)           | 20 januari 2009  | 26 januari 2009   | O          |
| 75                   |            | Minister van Financiën                                   | Timothy Geithner       | Timothy Geithner (1961)       | 26 januari 2009  | 26 januari 2013   | O          |
| [ 1 ]                |            | Minister van Financiën                                   | Neal Wolin             | Neal Wolin (1961)             | 26 januari 2013  | 28 februari 2013  | D          |
| 76                   |            | Minister van Financiën                                   | Jack Lew               | Jack Lew (1955)               | 28 februari 2013 | 20 januari 2017   | D          |
| 22                   |            | Minister van Defensie                                    | Robert Gates           | Robert Gates (1943)           | 18 december 2006 | 1 juli 2011       | R          |
| 23                   |            | Minister van Defensie                                    | Leon Panetta           | Leon Panetta (1938)           | 1 juli 2011      | 27 februari 2013  | D          |
| 24                   |            | Minister van Defensie                                    | Chuck Hagel            | Chuck Hagel (1946)            | 27 februari 2013 | 17 februari 2015  | R          |
| 25                   |            | Minister van Defensie                                    | Ash Carter             | Ash Carter (1954–2022)        | 17 februari 2015 | 20 januari 2017   | D          |
| [ 1 ]                |            | Minister van Justitie                                    | Mark Filip             | Mark Filip (1966)             | 20 januari 2009  | 3 februari 2009   | R          |
| 82                   |            | Minister van Justitie                                    | Eric Holder            | Eric Holder (1951)            | 3 februari 2009  | 27 april 2015     | D          |
| 83                   |            | Minister van Justitie                                    | Loretta Lynch          | Loretta Lynch (1959)          | 27 april 2015    | 20 januari 2017   | D          |
| 50                   |            | Minister van Binnenlandse Zaken                          | Ken Salazar            | Ken Salazar (1955)            | 20 januari 2009  | 12 april 2013     | D          |
| 51                   |            | Minister van Binnenlandse Zaken                          | Sally Jewell           | Sally Jewell (1956)           | 12 april 2013    | 20 januari 2017   | D          |
| 30                   |            | Minister van Landbouw                                    | Tom Vilsack            | Tom Vilsack (1950)            | 20 januari 2009  | 13 januari 2017   | D          |
| [ 1 ]                |            | Minister van Landbouw                                    | Michael Scuse          | Michael Scuse (1954)          | 13 januari 2017  | 20 januari 2017   | D          |
| [ 1 ]                |            | Minister van Economische Zaken                           | Otto Wolff             | Otto Wolff (1942)             | 20 januari 2009  | 26 maart 2009     | R          |
| 36                   |            | Minister van Economische Zaken                           | Gary Locke             | Gary Locke (1950)             | 26 maart 2009    | 1 augustus 2011   | D          |
| [ 1 ]                |            | Minister van Economische Zaken                           | Rebecca Blank          | Rebecca Blank (1955–2023)     | 1 augustus 2011  | 21 oktober 2011   | D          |
| 37                   |            | Minister van Economische Zaken                           | John Bryson            | John Bryson (1943)            | 21 oktober 2011  | 21 juni 2012      | D          |
| [ 1 ]                |            | Minister van Economische Zaken                           | Rebecca Blank          | Rebecca Blank (1955–2023)     | 21 juni 2012     | 1 juni 2013       | D          |
| [ 1 ]                |            | Minister van Economische Zaken                           | Cameron Kerry          | Cameron Kerry (1950)          | 1 juni 2013      | 26 juni 2013      | D          |
| 38                   |            | Minister van Economische Zaken                           | Penny Pritzker         | Penny Pritzker (1959)         | 26 juni 2013     | 20 januari 2017   | D          |
| [ 1 ]                |            | Minister van Arbeid                                      | Howard Radzely         | Howard Radzely (1970)         | 20 januari 2009  | 2 februari 2009   | R          |
| [ 1 ]                |            | Minister van Arbeid                                      | Ed Hugler              | Ed Hugler (1950)              | 2 februari 2009  | 24 februari 2009  | O          |
| 25                   |            | Minister van Arbeid                                      | Hilda Solis            | Hilda Solis (1957)            | 24 februari 2009 | 22 januari 2013   | D          |
| [ 1 ]                |            | Minister van Arbeid                                      | Seth Harris            | Seth Harris (1962)            | 22 januari 2013  | 23 juli 2013      | D          |
| 26                   |            | Minister van Arbeid                                      | Tom Perez              | Tom Perez (1961)              | 23 juli 2013     | 20 januari 2017   | D          |
| [ 1 ]                |            | Minister van Volksgezondheid en Sociale Zaken            | Charles Johnson        | Charles Johnson (1936–2024)   | 20 januari 2009  | 28 april 2009     | R          |
| 21                   |            | Minister van Volksgezondheid en Sociale Zaken            | Kathleen Sebelius      | Kathleen Sebelius (1948)      | 28 april 2009    | 9 juni 2014       | D          |
| 22                   |            | Minister van Volksgezondheid en Sociale Zaken            | Sylvia Mathews Burwell | Sylvia Mathews Burwell (1965) | 9 juni 2014      | 20 januari 2017   | D          |
| [ 1 ]                |            | Minister van Volkshuisvesting en Stedelijke Ontwikkeling | Brian Montgomery       | Brian Montgomery (1956)       | 20 januari 2009  | 26 januari 2009   | R          |
| 15                   |            | Minister van Volkshuisvesting en Stedelijke Ontwikkeling | Shaun Donovan          | Shaun Donovan (1966)          | 26 januari 2009  | 28 juli 2014      | D          |
| 16                   |            | Minister van Volkshuisvesting en Stedelijke Ontwikkeling | Julian Castro          | Julian Castro (1974)          | 28 juli 2014     | 20 januari 2017   | D          |
| 16                   |            | Minister van Transport                                   | Ray LaHood             | Ray LaHood (1945)             | 20 januari 2009  | 2 juli 2013       | R          |
| 17                   |            | Minister van Transport                                   | Anthony Foxx           | Anthony Foxx (1971)           | 2 juli 2013      | 20 januari 2017   | D          |
| 12                   |            | Minister van Energie                                     | Steven Chu             | Steven Chu (1948)             | 20 januari 2009  | 22 april 2013     | D          |
| [ 1 ]                |            | Minister van Energie                                     | Daniel Poneman         | Daniel Poneman (1956)         | 22 april 2013    | 22 mei 2013       | D          |
| 13                   |            | Minister van Energie                                     | Ernest Moniz           | Ernest Moniz (1944)           | 22 mei 2013      | 20 januari 2017   | D          |
| 9                    |            | Minister van Onderwijs                                   | Arne Duncan            | Arne Duncan (1964)            | 20 januari 2009  | 1 januari 2016    | D          |
| 10                   |            | Minister van Onderwijs                                   | John King              | John King (1975)              | 1 januari 2016   | 20 januari 2017   | D          |
| 7                    |            | Minister van Veteranenzaken                              | Eric Shinseki          | Eric Shinseki (1942)          | 20 januari 2009  | 30 mei 2014       | O          |
| [ 1 ]                |            | Minister van Veteranenzaken                              | Sloan Gibson           | Sloan Gibson (1952)           | 30 mei 2014      | 30 juli 2014      | R          |
| 8                    |            | Minister van Veteranenzaken                              | Bob McDonald           | Bob McDonald (1953)           | 30 juli 2014     | 20 januari 2017   | R          |
| 2                    |            | Minister van Binnenlandse Veiligheid                     | Michael Chertoff       | Michael Chertoff (1953)       | 15 februari 2005 | 21 januari 2009   | R          |
| 3                    |            | Minister van Binnenlandse Veiligheid                     | Janet Napolitano       | Janet Napolitano (1957)       | 21 januari 2009  | 6 september 2013  | D          |
| [ 1 ]                |            | Minister van Binnenlandse Veiligheid                     | Rand Beers             | Rand Beers (1942)             | 6 september 2013 | 23 december 2013  | D          |
| 4                    |            | Minister van Binnenlandse Veiligheid                     | Jeh Johnson            | Jeh Johnson (1957)            | 23 december 2013 | 20 januari 2017   | D          |
| Executive Office     |            |                                                          |                        |                               |                  |                   |            |
| Nr.                  | Functie(s) | Functie(s)                                               | Ambtsbekleder          | Ambtsbekleder                 | Ambtstermijn     | Ambtstermijn      | Partij(en) |
| 23                   |            | Stafchef van het Witte Huis                              | Rahm Emanuel           | Rahm Emanuel (1959)           | 20 januari 2009  | 1 oktober 2010    | D          |
| [ 1 ]                |            | Stafchef van het Witte Huis                              | Pete Rouse             | Pete Rouse (1946)             | 1 oktober 2010   | 13 januari 2011   | D          |
| 24                   |            | Stafchef van het Witte Huis                              | Bill Daley             | Bill Daley (1948)             | 13 januari 2011  | 27 januari 2012   | D          |
| 25                   |            | Stafchef van het Witte Huis                              | Jack Lew               | Jack Lew (1955)               | 27 januari 2012  | 20 januari 2013   | D          |
| 26                   |            | Stafchef van het Witte Huis                              | Denis McDonough        | Denis McDonough (1969)        | 20 januari 2013  | 20 januari 2017   | D          |
| 22                   |            | Nationaal Veiligheidsadviseur                            | James Jones            | James Logan Jones (1943)      | 20 januari 2009  | 8 oktober 2010    | O          |
| 23                   |            | Nationaal Veiligheidsadviseur                            | Tom Donilon            | Tom Donilon (1955)            | 8 oktober 2010   | 1 juli 2013       | D          |
| 24                   |            | Nationaal Veiligheidsadviseur                            | Susan Rice             | Susan Rice (1964)             | 1 juli 2013      | 20 januari 2017   | D          |
|                      |            | Counselor                                                | Vacant                 | Vacant                        | Vacant           | Vacant            | Vacant     |
| 21                   |            | Counselor                                                | Pete Rouse             | Pete Rouse (1946)             | 13 januari 2011  | 1 januari 2014    | D          |
| 22                   |            | Counselor                                                | John Podesta           | John Podesta (1949)           | 1 januari 2014   | 13 januari 2015   | D          |
| Vacant               |            | Counselor                                                |                        |                               |                  |                   |            |
| 8                    |            | Senior Advisor                                           | Valerie Jarrett        | Valerie Jarrett (1956)        | 20 januari 2009  | 20 januari 2017   | D          |
| 9                    |            | Senior Advisor                                           | Pete Rouse             | Pete Rouse (1946)             | 20 januari 2009  | 1 oktober 2010    | D          |
| 10                   |            | Senior Advisor                                           | David Axelrod          | David Axelrod (1955)          | 20 januari 2009  | 10 januari 2011   | D          |
| 11                   |            | Senior Advisor                                           | David Plouffe          | David Plouffe (1967)          | 10 januari 2011  | 25 januari 2013   | D          |
| 12                   |            | Senior Advisor                                           | Dan Pfeiffer           | Dan Pfeiffer (1975)           | 25 januari 2013  | 6 maart 2015      | D          |
| 13                   |            | Senior Advisor                                           | Brian Deese            | Brian Deese (1978)            | 6 maart 2015     | 20 januari 2017   | D          |
| 14                   |            | Senior Advisor                                           | Shailagh Murray        | Shailagh Murray (1965)        | 3 april 2015     | 20 januari 2017   | D          |
| 37                   |            | Directeur van het Bureau voor Management en Budget       | Peter Orszag           | Peter Orszag (1968)           | 20 januari 2009  | 30 juli 2010      | D          |
| [ 1 ]                |            | Directeur van het Bureau voor Management en Budget       | Jeff Zients            | Jeff Zients (1966)            | 30 juli 2010     | 18 november 2010  | D          |
| 38                   |            | Directeur van het Bureau voor Management en Budget       | Jack Lew               | Jack Lew (1955)               | 18 november 2010 | 27 januari 2012   | D          |
| [ 1 ]                |            | Directeur van het Bureau voor Management en Budget       | Jeff Zients            | Jeff Zients (1966)            | 27 januari 2012  | 24 april 2013     | D          |
| 39                   |            | Directeur van het Bureau voor Management en Budget       | Sylvia Mathews Burwell | Sylvia Mathews Burwell (1965) | 24 april 2013    | 9 juni 2014       | D          |
| [ 1 ]                |            | Directeur van het Bureau voor Management en Budget       | Brian Deese            | Brian Deese (1978)            | 9 juni 2014      | 28 juli 2014      | D          |
| 40                   |            | Directeur van het Bureau voor Management en Budget       | Shaun Donovan          | Shaun Donovan (1966)          | 28 juli 2014     | 20 januari 2017   | D          |
| 36                   |            | Juridisch Adviseur                                       | Greg Craig             | Greg Craig (1945)             | 20 januari 2009  | 3 januari 2010    | D          |
| 37                   |            | Juridisch Adviseur                                       | Bob Bauer              | Bob Bauer (1952)              | 3 januari 2010   | 10 juni 2011      | D          |
| 38                   |            | Juridisch Adviseur                                       | Kathy Ruemmler         | Kathy Ruemmler (1971)         | 10 juni 2011     | 1 juni 2014       | D          |
| 39                   |            | Juridisch Adviseur                                       | Neil Eggleston         | Neil Eggleston (1953)         | 1 juni 2014      | 20 januari 2017   | D          |
| 18                   |            | Binnenlands Adviseur                                     | Melody Barnes          | Melody Barnes (1964)          | 20 januari 2009  | 10 januari 2012   | D          |
| 19                   |            | Binnenlands Adviseur                                     | Cecilia Muñoz          | Cecilia Muñoz (1962)          | 10 januari 2012  | 20 januari 2017   | D          |
| 25                   |            | Perschef van het Witte Huis                              | Robert Gibbs           | Robert Gibbs (1971)           | 20 januari 2009  | 11 februari 2011  | D          |
| 26                   |            | Perschef van het Witte Huis                              | Jay Carney             | Jay Carney (1965)             | 11 februari 2011 | 20 juni 2014      | D          |
| 27                   |            | Perschef van het Witte Huis                              | Josh Earnest           | Josh Earnest (1975)           | 20 juni 2014     | 20 januari 2017   | D          |
| Buitenlands Beleid   |            |                                                          |                        |                               |                  |                   |            |
| Nr.                  | Functie(s) | Functie(s)                                               | Ambtsbekleder          | Ambtsbekleder                 | Ambtstermijn     | Ambtstermijn      | Partij(en) |
| 26                   |            | Ambassadeur naar de Verenigde Naties                     | Zalmay Khalilzad       | Zalmay Khalilzad (1951)       | 30 april 2007    | 22 januari 2009   | R          |
| 27                   |            | Ambassadeur naar de Verenigde Naties                     | Susan Rice             | Susan Rice (1964)             | 22 januari 2009  | 1 juli 2013       | D          |
| [ 1 ]                |            | Ambassadeur naar de Verenigde Naties                     | Rosemary DiCarlo       | Rosemary DiCarlo (1947)       | 1 juli 2013      | 5 augustus 2013   | O          |
| 28                   |            | Ambassadeur naar de Verenigde Naties                     | Samantha Power         | Samantha Power (1970)         | 5 augustus 2013  | 20 januari 2017   | D          |
| 16                   |            | Handels- vertegenwoordiger                               | Ron Kirk               | Ron Kirk (1954)               | 20 januari 2009  | 15 maart 2015     | D          |
| [ 1 ]                |            | Handels- vertegenwoordiger                               | Demetrios Marantis     | Demetrios Marantis (1968)     | 15 maart 2015    | 23 mei 2015       | D          |
| [ 1 ]                |            | Handels- vertegenwoordiger                               | Miriam Sapiro          | Miriam Sapiro (1960)          | 23 mei 2015      | 21 juni 2015      | D          |
| 17                   |            | Handels- vertegenwoordiger                               | Michael Froman         | Michael Froman (1962)         | 21 juni 2015     | 20 januari 2017   | D          |
| Agentschapen         |            |                                                          |                        |                               |                  |                   |            |
| Nr.                  | Functie(s) | Functie(s)                                               | Ambtsbekleder          | Ambtsbekleder                 | Ambtstermijn     | Ambtstermijn      | Partij(en) |
| 12                   |            | Directeur van de Environmental Protection Agency         | Lisa Jackson           | Lisa Jackson (1962)           | 20 januari 2009  | 15 februari 2013  | D          |
| [ 1 ]                |            | Directeur van de Environmental Protection Agency         | Bob Perciasepe         | Bob Perciasepe (1951)         | 15 februari 2013 | 18 juli 2013      | D          |
| 13                   |            | Directeur van de Environmental Protection Agency         | Gina McCarthy          | Gina McCarthy (1954)          | 18 juli 2013     | 20 januari 2017   | D          |
| Inlichtingendiensten |            |                                                          |                        |                               |                  |                   |            |
| Nr.                  | Functie(s) | Functie(s)                                               | Ambtsbekleder          | Ambtsbekleder                 | Ambtstermijn     | Ambtstermijn      | Partij(en) |
| 2                    |            | Directeur van de Nationale Inlichtingendiensten          | Mike McConnell         | Mike McConnell (1943)         | 13 februari 2007 | 27 januari 2009   | O          |
| 3                    |            | Directeur van de Nationale Inlichtingendiensten          | Dennis Blair           | Dennis Blair (1947)           | 27 januari 2009  | 28 mei 2010       | O          |
| [ 1 ]                |            | Directeur van de Nationale Inlichtingendiensten          | David Gompert          | David Gompert (1945)          | 28 mei 2010      | 5 augustus 2010   | O          |
| 4                    |            | Directeur van de Nationale Inlichtingendiensten          | James Clapper          | James Clapper (1941)          | 5 augustus 2010  | 20 januari 2017   | O          |
| 18                   |            | Directeur van de Central Intelligence Agency             | Michael Hayden         | General Michael Hayden (1945) | 30 mei 2006      | 12 februari 2009  | O          |
| 19                   |            | Directeur van de Central Intelligence Agency             | Leon Panetta           | Leon Panetta (1938)           | 12 februari 2009 | 1 juli 2011       | D          |
| [ 1 ]                |            | Directeur van de Central Intelligence Agency             | Michael Morell         | Michael Morell (1958)         | 1 juli 2011      | 6 september 2011  | O          |
| 20                   |            | Directeur van de Central Intelligence Agency             | David Petraeus         | David Petraeus (1952)         | 6 september 2011 | 9 november 2012   | O          |
| [ 1 ]                |            | Directeur van de Central Intelligence Agency             | Michael Morell         | Michael Morell (1958)         | 9 november 2012  | 8 maart 2013      | O          |
| 21                   |            | Directeur van de Central Intelligence Agency             | John Brennan           | John Brennan (1955)           | 8 maart 2013     | 20 januari 2017   | O          |
| 6                    |            | Directeur van de Federal Bureau of Investigation         | Robert Mueller         | Robert Mueller (1944)         | 4 september 2001 | 4 september 2013  | R          |
| 7                    |            | Directeur van de Federal Bureau of Investigation         | James Comey            | James Comey (1960)            | 4 september 2013 | 9 mei 2017        | R          |
| Economisch Beleid    |            |                                                          |                        |                               |                  |                   |            |
| Nr.                  | Functie(s) | Functie(s)                                               | Ambtsbekleder          | Ambtsbekleder                 | Ambtstermijn     | Ambtstermijn      | Partij(en) |
| 8                    |            | Directeur van de Nationale Economische Raad              | Lawrence Summers       | Lawrence Summers (1954)       | 20 januari 2009  | 20 januari 2011   | D          |
| 9                    |            | Directeur van de Nationale Economische Raad              | Gene Sperling          | Gene Sperling (1958)          | 20 januari 2011  | 5 maart 2014      | D          |
| 10                   |            | Directeur van de Nationale Economische Raad              | Jeff Zients            | Jeff Zients (1966)            | 5 maart 2014     | 20 januari 2017   | D          |
| 25                   |            | Voorzitter van de Raad van Economische Adviseurs         | Christina Romer        | Christina Romer (1958)        | 20 januari 2009  | 3 september 2010  | D          |
| 26                   |            | Voorzitter van de Raad van Economische Adviseurs         | Austan Goolsbee        | Austan Goolsbee (1969)        | 3 september 2010 | 5 augustus 2011   | D          |
| 27                   |            | Voorzitter van de Raad van Economische Adviseurs         | Alan Krueger           | Alan Krueger (1960–2019)      | 5 augustus 2011  | 1 augustus 2013   | D          |
| 28                   |            | Voorzitter van de Raad van Economische Adviseurs         | Jason Furman           | Jason Furman (1970)           | 1 augustus 2013  | 20 januari 2009   | D          |
| Krijgsmacht          |            |                                                          |                        |                               |                  |                   |            |
| Nr.                  | Functie(s) | Functie(s)                                               | Ambtsbekleder          | Ambtsbekleder                 | Ambtstermijn     | Ambtstermijn      | Partij(en) |
| 17                   |            | Chairman of the Joint Chiefs of Staff                    | Mike Mullen            | Admiral Mike Mullen (1946)    | 1 oktober 2007   | 30 september 2011 | O          |

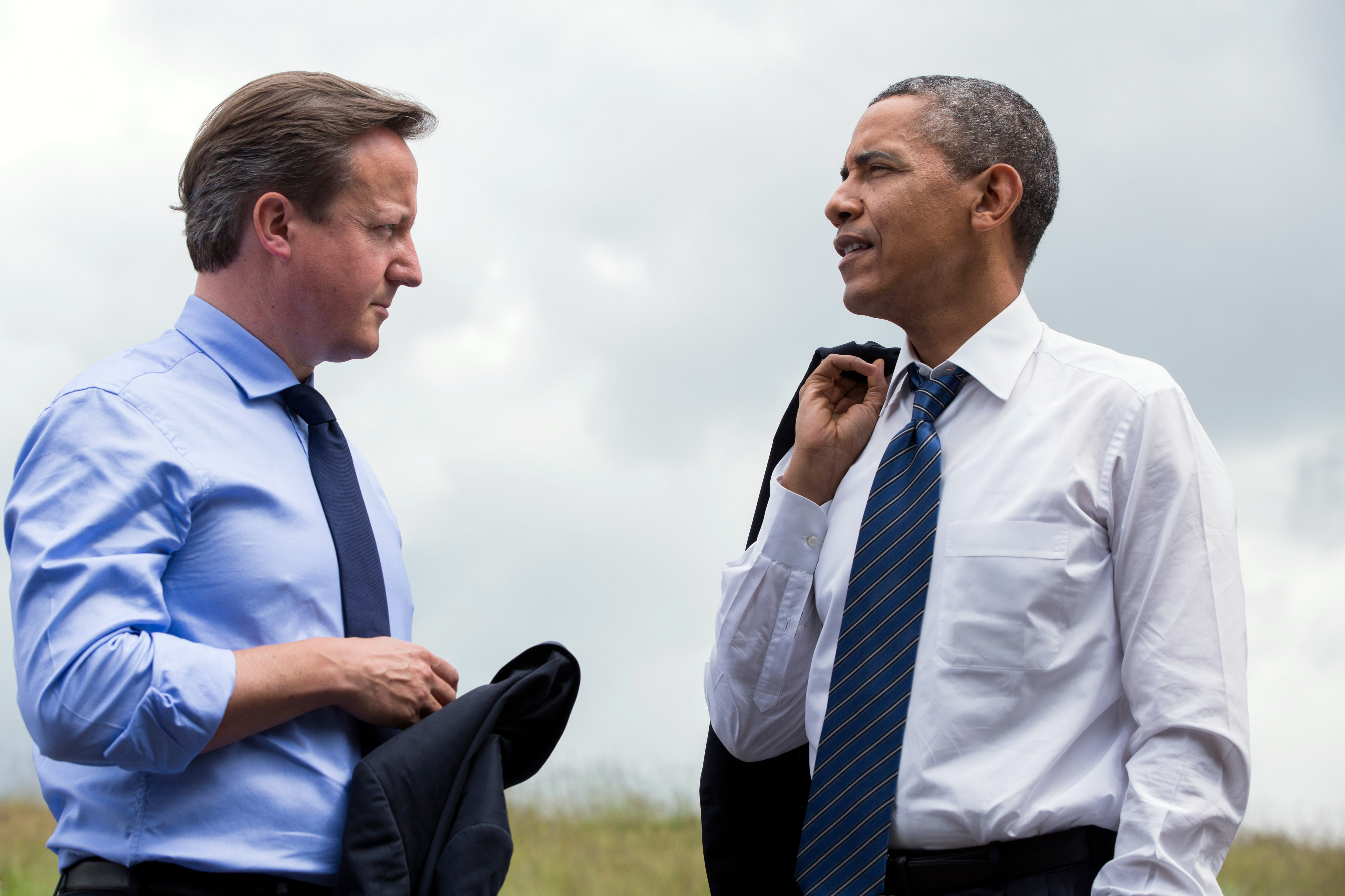
Premier van het Verenigd Koninkrijk David Cameron en president Barack Obama op 17 juni 2013

| 18                   |            | Chairman of the Joint Chiefs of Staff                    | Martin Dempsey         | General Martin Dempsey (1952) | 1 oktober 2011   | 30 september 2015 | O          |
| 19                   |            | Chairman of the Joint Chiefs of Staff                    | Joseph Dunford         | General Joseph Dunford (1955) | 1 oktober 2015   | 30 september 2019 | O          |

## Herschikkingen
- Op 4 januari 2009 maakte Bill Richardson bekend dat hij zich terugtrekt als kandidaat voor minister van Economische Zaken vanwege een onderzoek naar een bedrijf waarmee zijn staat zaken heeft gedaan.[13][14]
- op 3 februari 2009 maakte Tom Daschle bekend dat hij zich terugtrekt als kandidaat voor minister van Volksgezondheid omdat hij een door zakenrelaties betaalde auto met particuliere chauffeur niet had opgegeven bij de belastingdienst.[15]
- Op 12 februari 2009 maakte Judd Gregg bekend dat hij zich terugtrekt als kandidaat voor minister van Economische Zaken.[16]
- Op 20 januari 2013 zullen Hillary Clinton en Timothy Geithner niet terugkeren als respectievelijk minister van Buitenlandse Zaken en minister van Financiën. De volgende namen worden genoemd om hen te vervangen: Senatoren John Kerry, Richard Lugar en VN Ambassadrice Susan Rice als minister van Buitenlandse Zaken, Jack Lew, Erskine Bowles en Roger Altman als minister van Financiën.[17]
- Op 1 februari 2013 zal John Kerry Hillary Clinton opvolgen als Minister van Buitenlandse Zaken[18]
- Op 8 januari 2013 werd bekend dat president Obama Chuck Hagel voordraagt als nieuwe minister van Defensie[19] en John Brennan als nieuwe directeur van de CIA
- Op 9 januari 2013 werd bekend dat president Obama zijn stafchef Jack Lew voordraagt als nieuwe minister van Financiën.[20]
- Op 22 januari 2013 trad Hilda Solis af als minister van Arbeid.
- Op 25 januari 2013 trad Timothy Geithner af als minister van Financiën
- Op 1 februari 2013 trad minister van Energie Steven Chu af en werd opgevolgd door Ernest Moniz.
- In februari 2013 liet minister van Binnenlandse Zaken Ken Salazar dat hij zal terugtreden in maart. Sally Jewell volgde hem in april 2013 op.
- Op 1 juni 2013 trad waarnemend minister van Economische Zaken Rebecca Blank af en werd opgevolgd door Cameron Kerry (wnd.).
- Op 2 juli 2013 trad minister van Transport Ray LaHood af en werd opgevolgd door Anthony Foxx.
- Op 6 september 2013 trad minister van Binnenlandse Veiligheid Janet Napolitano af en werd opgevolgd door Jeh Johnson.
- Op 30 mei 2014 trad minister van Veteranenzaken Eric Shinseki af en werd opgevolgd door Sloan Gibson.

Washington ·
J. Adams ·
Jefferson ·
Madison ·
Monroe ·
J.Q. Adams ·
Jackson ·
Van Buren ·
W.H. Harrison ·
Tyler ·
Polk ·
Taylor ·
Fillmore ·
Pierce ·
Buchanan ·
Lincoln ·
A. Johnson ·
Grant ·
Hayes ·
Garfield ·
Arthur ·
Cleveland I ·
B. Harrison ·
Cleveland II ·
McKinley ·
T. Roosevelt ·
Taft ·
Wilson ·
Harding ·
Coolidge ·
Hoover ·
F.D. Roosevelt ·
Truman ·
Eisenhower ·
Kennedy ·
L.B. Johnson ·
Nixon ·
Ford ·
Carter ·
Reagan ·
G.H.W. Bush ·
Clinton ·
G.W. Bush ·
Obama ·
Trump I ·
Biden ·
Trump II